# Geschichte der Juden in Deutschland

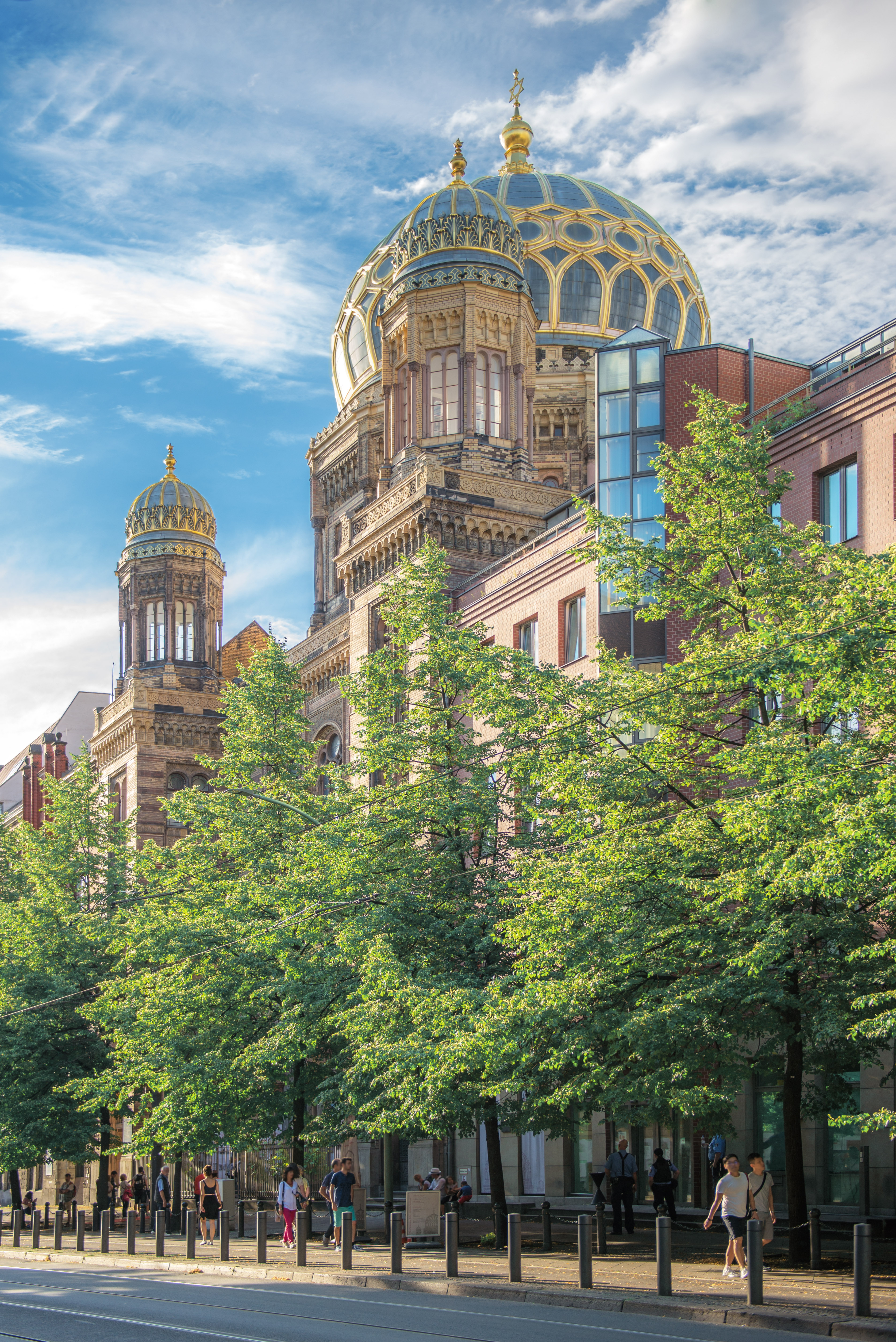
Die Neue Synagoge in Berlin

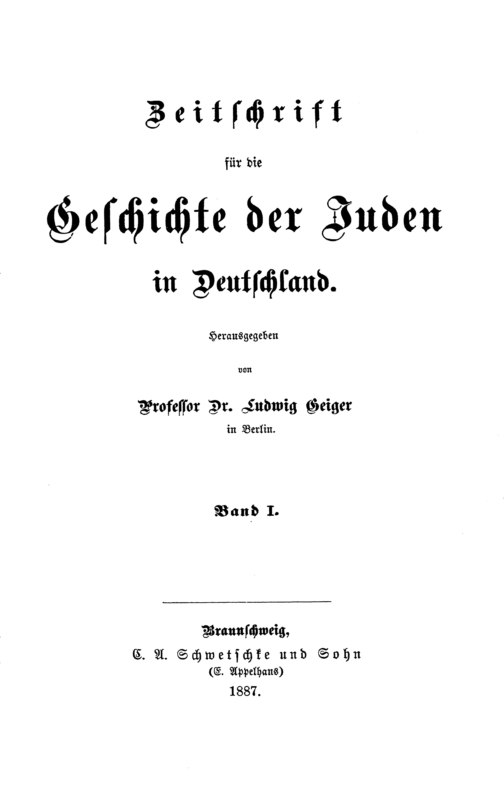
Zeitschrift für die Geschichte der Juden in Deutschland (1887)

Die Geschichte der Juden in Deutschland ist die einer seit mehr als 1700 Jahren im deutschen Sprachraum – wie in ganz Mitteleuropa – lebenden ethnischen und religiösen Minderheit. Die sehr unterschiedlich dokumentierten Epochen dieser Geschichte wechselten zwischen Blütezeiten, in denen Toleranz gegenüber Juden herrschte, und Zeiten antijudaistischer Verfolgungen und antisemitischer Gewalt, die im 20. Jahrhundert zum Holocaust führte. Seit 1990 wächst die Zahl der deutschen Juden wieder dank Einwanderern aus Osteuropa und Israel. Die größten jüdischen Gemeinden sind heute die in Berlin, München, Düsseldorf und Frankfurt am Main.
Das deutsche Judentum hat sowohl die Kultur der gesamten jüdischen Welt als auch die Deutschlands in starkem Maße beeinflusst. So entwickelte sich die noch heute verbreitete Bezeichnung für aschkenasische Juden während des 9. Jahrhunderts im Rheinland. Zu den bekanntesten Kulturschaffenden deutsch-jüdischer Herkunft zählen u. a. Albert Einstein, Else Lasker-Schüler, Heinrich Heine, Felix Mendelssohn Bartholdy, Hannah Arendt, Karl Marx und Bertha Pappenheim.

## Antike, Völkerwanderung und Frankenreich 200–1000
Juden lebten bereits in der Antike in der römischen Provinz Germania inferior. Für die Berufung in ein städtisches Amt waren hier Grundbesitz und ein ausreichendes Ansehen der Person Bedingungen. Doch auch wenn Juden diese erfüllten, blieb ihnen der Zugang zu öffentlichen Ämtern verwehrt. Ihre Religion war als religio licita (erlaubte Religion) anerkannt. Damit waren sie vom Kaiserkult und den Opfern an die römischen Staatsgötter befreit. Diese waren jedoch vorausgesetzt, um ein öffentliches Amt zu bekleiden.  Die Kaiser Septimius Severus und Caracalla ließen Juden mit einem Edikt (zwischen 198 und 211) ausdrücklich zu den Ämtern zu und dispensierten sie von Pflichten, die gegen ihren Glauben verstoßen würden. In der Spätantike verweigerte sich jedoch die römische Oberschicht zunehmend diesen kostspieligen Ämtern, sodass die römische Verwaltung in eine Krise geriet. So gilt das an den Kölner Stadtrat ergangene Dekret Kaiser Konstantins des Jahres 321, das auch Juden die Berufung in die curia erlaubte bzw. sie auch gegen ihren Willen in die Pflicht nahm, als frühester Beleg für die Existenz einer jüdischen Gemeinde in Köln. Das kaiserliche Dekret ist im Codex Theodosianus überliefert mit folgendem Wortlaut:

“idem a. decurionibus agrippiniensibus. Cunctis ordinibus generali lege concedimus Iudaeos vocari ad curiam. Verum ut aliquid ipsis ad solacium pristinae observationis relinquatur, binos vel ternos privilegio perpeti patimur nullis nominationibus occupari.
dat. iii id. dec. crispo ii et constantino ii cc. conss.”

„Durch reichsweit gültiges Gesetz erlauben wir allen Stadträten, dass Juden in den Stadtrat berufen werden. Damit ihnen [den Juden] selbst aber etwas an Trost verbleibe für die bisherige Regelung, so gestatten wir, dass je zwei oder drei […]  aufgrund dauernder Privilegierung mit keinen [solchen] Berufungen belastet werden.“

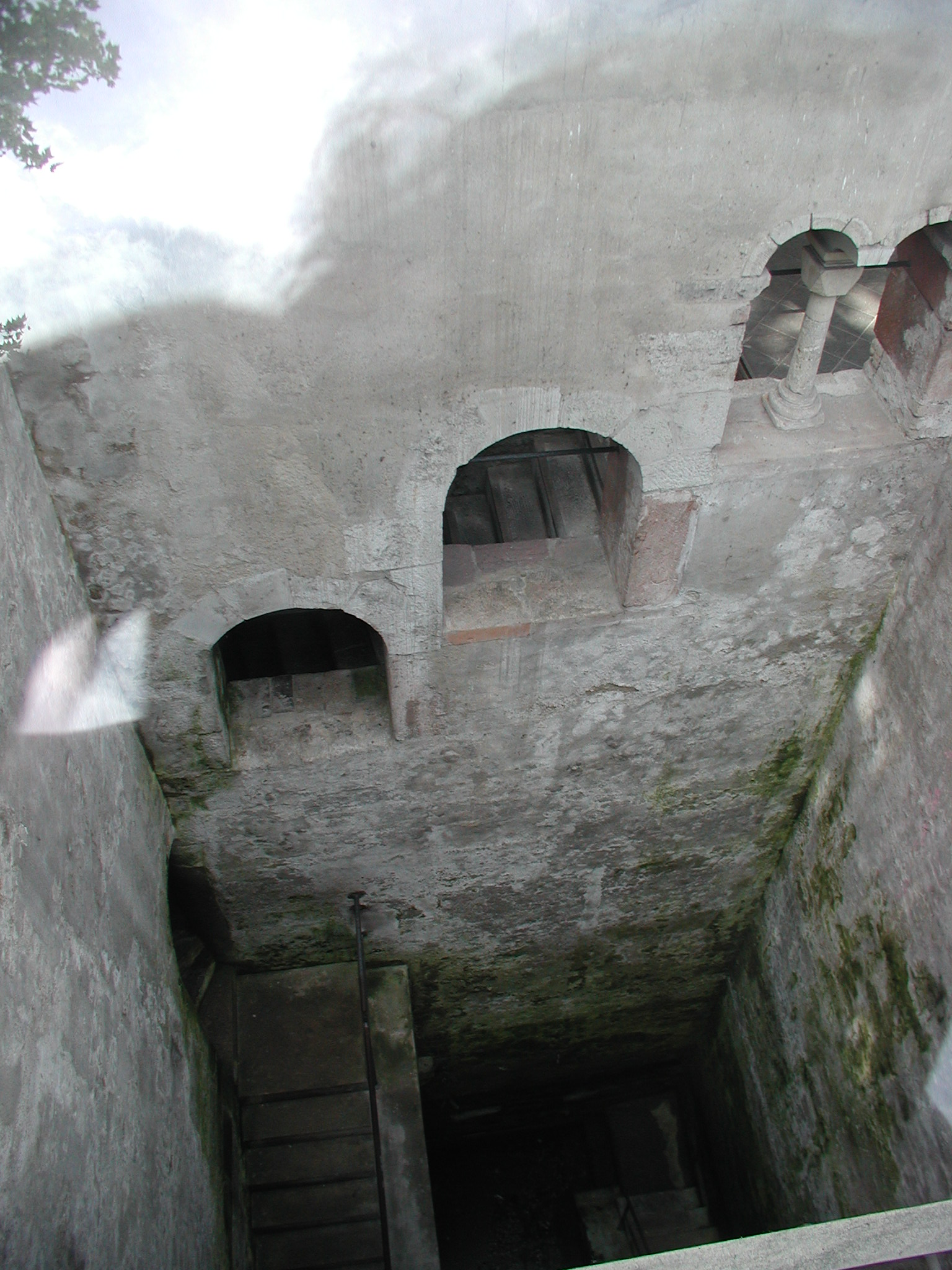
Schacht der Kölner Mikwe, 8.–11. Jahrhundert

Ob es in den rheinischen Städten Köln, Trier, Mainz, Worms und Speyer durchgehend jüdische Siedlungen gab, ist ungewiss. Möglicherweise bestanden nach dem Abzug der Römer und der germanischen Landnahme einige jüdische Siedlungen weiter. Ihre rechtliche Stellung war während der römischen Zeit gesichert und Juden besaßen das volle Bürgerrecht. Auf der germanischen Seite des Rheins und nördlich der Donau lebten dagegen keine Juden; zumindest sind sie in der Antike historisch nicht nachweisbar. Eine kontinuierliche Besiedlung begann wahrscheinlich erst in ottonischer Zeit.
Wie Juden nach der Völkerwanderungszeit in die Gebiete rechts des Rheins und nördlich der Donau gelangten, ist weitgehend unerforscht. Erst in den letzten Jahren wird das Material anhand des Zentralarchivs zur Erforschung der Geschichte der Juden in Deutschland untersucht. Für das Ostfrankenreich sind jüdische Gemeinden auf ehemals römischem Boden sicher nachweisbar. Ein bis heute erhaltenes jüdisches Bauwerk aus dieser Zeit ist die Kölner Mikwe, deren erste Bauphase auf das 8. Jahrhundert datiert wird. Der erste namentlich bekannte Jude ist der Großkaufmann Isaak am Hof Kaiser Karls des Großen, den der Kaiser 797 bis 802 in einer Gesandtschaft nach Bagdad zum Kalifen Hārūn ar-Raschīd schickte und der einen Elefanten namens Abul Abbas von dort mitbrachte.
Von Ludwig dem Frommen sind um 825 gegebene Privilegien überliefert, die den Juden Vergünstigungen einräumten und unter anderem deren Aktivitäten im Sklavenhandel zwischen Böhmen und Spanien regelten. Als Gegner des Judentums, seiner Rechte und Rolle im Frankenreich positionierte sich Agobard, der Erzbischof von Lyon.

## Mittelalter 1000–1520

### Blütezeit im Frühmittelalter

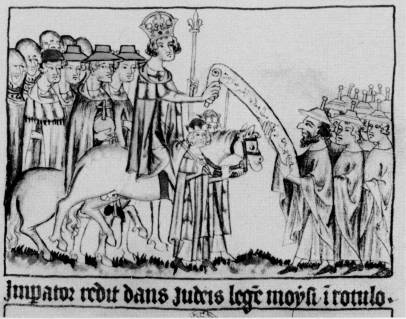
Heinrich VII. mit Juden 1312 in Rom

Im 10. und 11. Jahrhundert stieg die Zahl der Juden stark an. Betrug sie im 10. Jahrhundert noch um 5.000, hatte sie sich bis ins 11. Jahrhundert auf 20.000 vervierfacht.
Im 10./11. Jahrhundert wanderten aus Italien und Südfrankreich jüdische Kaufleute in rheinische Städte ein. Die dortigen jüdischen Gemeinden erlebten ihre Blütezeit. Juden gingen Ende des 10. Jahrhunderts auch weiter ostwärts nach Magdeburg und Merseburg. Überall erhielten sie sehr günstige Privilegien durch die ottonischen und salischen Herrscher (z. B. Kaiser Heinrich IV.), die ihre Wirtschaftskraft nutzten. Das rheinisch-süddeutsche Gebiet hieß hebräisch Aschkenas, was bald ganz Deutschland (dt. Sprachraum) bezeichnete. In den SchUM-Städten Speyer, Worms, Mainz und in Regensburg wurden auf hohem Niveau jüdische Studien betrieben. Der Gelehrte Raschi (1040–1105) absolvierte sein Studium in Mainz und Worms, bevor er seine Lehrtätigkeit in Troyes aufnahm. Das bischöfliche Privileg für die in Speyer aufgenommenen Juden von 1084 übernahm 1090 Kaiser Heinrich IV. für Worms, und es wurde zum weiteren Vorbild: 1157 übertrug es Kaiser Friedrich I. auf weitere Fälle. Die ersten Synagogen entstanden in Köln 1012, Worms 1034 und Trier 1066, daneben standen bald Schul- und Lehrhäuser (Jeschiwa). Auch jüdische Friedhöfe wurden angelegt. Der älteste in situ erhaltene ist der Heilige Sand in Worms. Judenquartiere (Judengasse) wuchsen weniger aus Zwang als aus praktischen Gründen (Sabbatgebot, Mikwe). Unter Duldung der christlichen Obrigkeit entstand eine Selbstverwaltung (Kehillah), die sich um Steuern, Kultus und Schule kümmerte und Statuten erlassen durfte. Familien von jüdischen Kaufleuten knüpften Verbindungen bis nach Italien und weiter.
Im 12. Jahrhundert betrieben Juden zunehmend das Kreditgeschäft als Folge des auf Christen beschränkten Zinsverbots. Auch sind jüdische Ackerbürger und Handwerker bekannt, die allerdings nicht in die christlichen Zünfte hineinkamen. Das Verhältnis der Juden zum Umfeld war entspannt, einzelne Schutzjuden oder ganze Gemeinden hatten Schutzbriefe des Königs, die allerdings meist nur nach erheblichen Gegenleistungen überwiegend finanzieller Art gewährt wurden und jederzeit und ohne Begründung zurückgenommen werden konnten.

### Verfolgungen und Entwicklung eines Sonderrechts

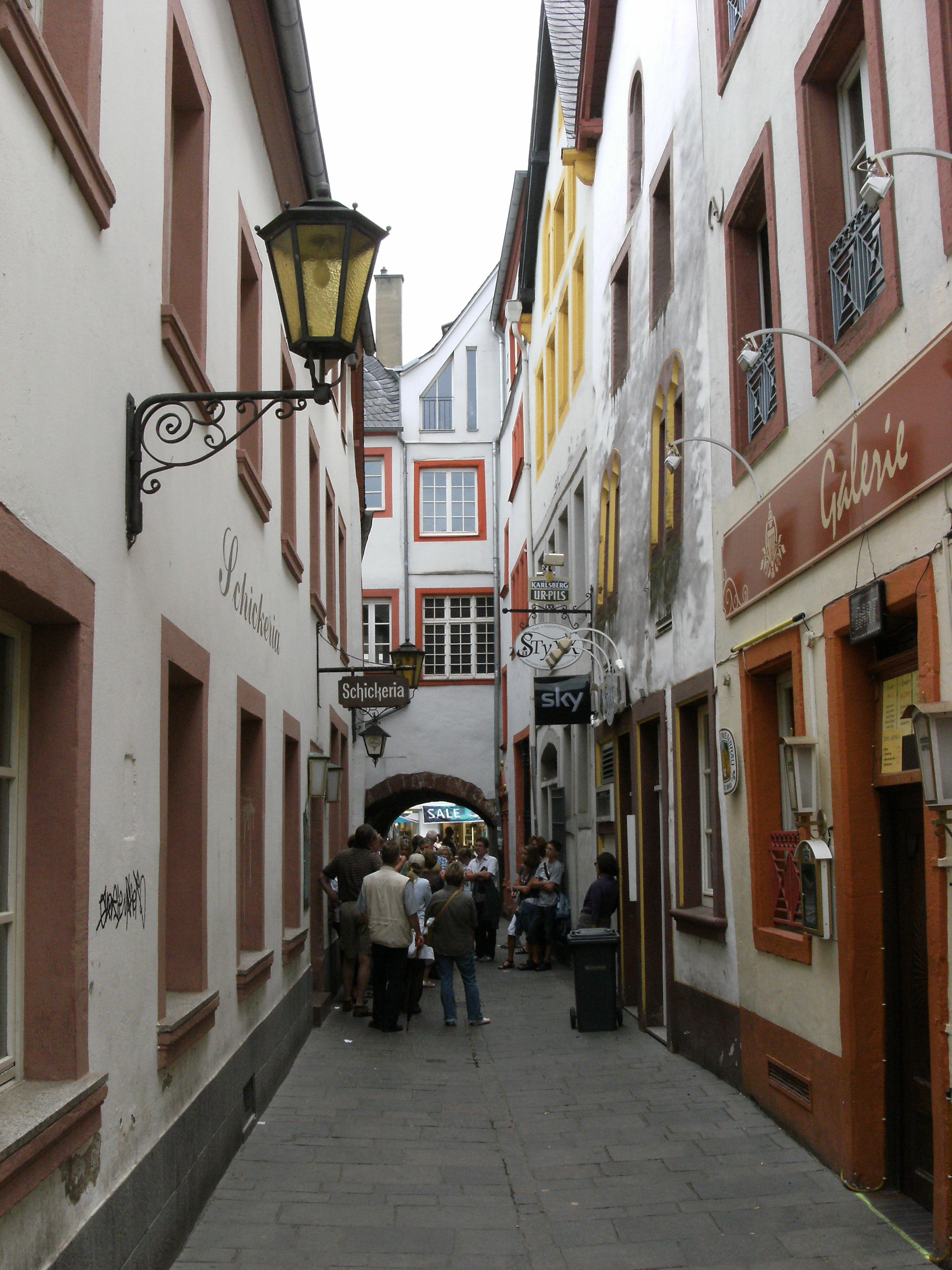
Judengasse (Trier) mit der Judenpforte; das Haus Nr. 2 (rechts, mit gotischen Bogenfenstern) ist das älteste erhaltene jüdische Haus in Deutschland, Keller von 1235, Fassade um 1311.

Dies änderte sich nach den Pogromen gegen jüdische Gemeinden, die während des Ersten Kreuzzugs ab 1096 unter Papst Urban II. stattfanden. Vor Beginn der Kreuzzugspogrome gab es im Reich nur wenig mehr als ein Dutzend jüdischer Gemeinden. Die Juden in den rheinischen Städten fanden nur unzureichenden Schutz vor den Kreuzfahrern bei den bischöflichen Stadtherren wie dem Trierer Bischof Engelbert von Rothenburg. Viele zogen den Selbstmord der Zwangstaufe vor. Im 1. Mainzer Reichslandfrieden 1103 wurde Juden unter anderem das Recht, eine Waffe zu tragen, abgesprochen. Sie bildeten nun eine schutzbedürftige Gruppe im Personenstand minderen Rechts. Am Ende stand (zuerst 1236 nach dem Fuldaer Judenprozess) die Kammerknechtschaft, die die Juden geschlossen als unfreie Kammerknechte des Kaisers Friedrich II. definierte. Dies garantierte ihnen zwar Schutz von Leben und Eigentum sowie eine autonome Gerichtsbarkeit in innerjüdischen Angelegenheiten, auf der anderen Seite waren damit der Verlust von persönlicher Freiheit und eine Belastung mit Sondersteuern verbunden. So entstand ein Sonderrecht für eine begrenzte Minderheit. Die Einnahmen aus der Kammerknechtschaft vergab der Kaiser teilweise an Reichsfürsten oder Städte.
Juden lebten in dieser Zeit weniger vom Warenhandel als von kleineren Darlehensgeschäften, auch als Ärzte und Techniker. Sie durften christliche Bedienstete und sogar Sklaven halten. Süßkind von Trimberg gehörte als Jude zu den mittelhochdeutschen Minnesängern. Gleichzeitig radikalisierte sich die kirchliche Haltung gegenüber den Juden, was zum Beispiel im 4. Laterankonzil 1215 zum Ausdruck kam. Das Konzil schrieb eine Kennzeichnung von Juden vor (Judenhut/Gelber Fleck), was sich jedoch erst im 14./15. Jahrhundert durchsetzte, und verbot in der Folge der kirchlichen Reformbewegungen des 11. Jahrhunderts Christen die Zinsleihe. Der einflussreiche Franziskaner Berthold von Regensburg nahm die Vorstellung von den Juden als Gottesmörder in die Predigt auf. Der Schwabenspiegel um 1275 forderte bereits eine striktere Trennung im Alltag, die aber bis 1350 nicht üblich wurde. Ritualmordvorwürfe betrafen Juden erstmals 1234/1235 in Lauda und Fulda. Kaiser Friedrich II. bekämpfte die Legenden um Ritualmorde. Parallel kam der Vorwurf des Hostienfrevels auf. Der marodierende verarmte Ritter (?) Rintfleisch zerstörte deshalb 1298 über 140 Gemeinden im mittel- und süddeutschen Sprachraum. 1336–1339 zogen die Armlederbanden durch Franken und das Elsass und töteten 5000 Juden. In Colmar wurden alle umgebracht.

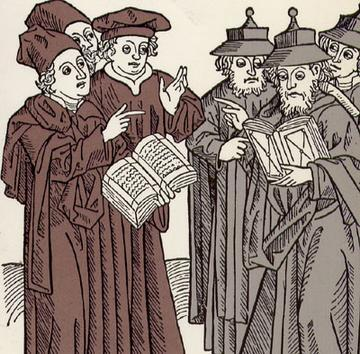
Christliche und jüdische Scholasten beim Disput (Holzschnitt 1483)

Die Pogrome, die die Große Pest um 1350 begleiteten, markierten einen tiefen Einschnitt. Sie begannen 1348 in der Schweiz unter dem Vorwurf der Brunnenvergiftung durch die Juden. In 85 von 350 Städten mit jüdischen Einwohnern wurde gemordet (z. B. in Straßburg), fast überall wurden Juden ausgewiesen. Im Elsass wurde mit 29 Orten die Hälfte aller jüdischen Siedlungen ausgelöscht, am Mittelrhein rund 85 von 133 Siedlungen. Ihr Untergang brachte vielen materielle Vorteile, allen voran dem Kaiser Karl IV. Nur zu schlechteren Bedingungen wurden Juden wieder aufgenommen, weil Fürsten und Städte letztlich ihrer bedurften. Ihre Aufenthalte waren nun auf wenige Jahre beschränkt und eine Verlängerung war nicht immer selbstverständlich. Diese Aufnahmeprivilegien galten nicht mehr für ganze Gemeinden, sondern nur noch für einzelne Personen mit ihrer Familie (so genannte Einzelprivilegien). Zusätzliche Abgaben wurden auferlegt, so der „Goldene Opferpfennig“ (siehe Beichtgeld). Daneben setzte die Auswanderung nach Polen-Litauen ein, wo das Jiddisch als Mischsprache aus mittelhochdeutschen, hebräischen und slawischen Teilen entstand. Auch in Erfurt wurden die Juden 1349 vertrieben. Die ehemalige Alte Synagoge Erfurt aus dem Jahr 1094 blieb jedoch erhalten und ist heute die älteste Synagoge Europas. 1998 wurde in ihrer Nähe ein 28 Kilogramm umfassender jüdischer Schatz aus dem 13./14. Jahrhundert gefunden.
Die Feindschaft gegenüber jüdischen Geldverleihern führte immer wieder zu Ausschreitungen, deren Opfer hauptsächlich jüdische Einwohner wurden. Jüdische Geschäftsleute wurden in der spätmittelalterlichen und frühneuzeitlichen Gesellschaft in eine Außenseiterrolle gedrängt, weil sie einerseits keinen Zugang zu Zünften und somit zu anerkannten Handwerksberufen hatten, andererseits jedoch das Zinsverbot für sie nicht galt. Für viele verschuldete Personen waren die Schulden erdrückend. Zins und Tilgung in Verbindung mit Neid führten zu Feindlichkeit, die dann auf die gesamte jüdische Bevölkerung generalisiert wurde und sich in grausamen Judenpogromen entlud. Der Hass auf den „Judenwucher“ übertraf häufig den auf Klerus und Adel. König Wenzel führte 1385/1390 eine „Juden-Schuldentilgung“ durch, die Städte und Fürsten entlastete. Kaiser Sigismund legte den Juden die Kosten für das Konzil von Konstanz und das Konzil von Basel auf. Auch entstanden erste christliche Banken, weil das Zinsverbot nicht mehr eingehalten wurde. Am Ende mussten viele jüdische Geldleiher aufgeben und wanderten ab. Als Erwerb blieben nur die kleine Pfandleihe und der Trödelhandel. Eine Auswanderung konnten sich meist jedoch nur die vermögenderen Juden leisten, wodurch dem Reich zum einen erhebliche Geldquellen verloren gingen und es zum anderen zu einer Verarmung der verbleibenden Juden kam.

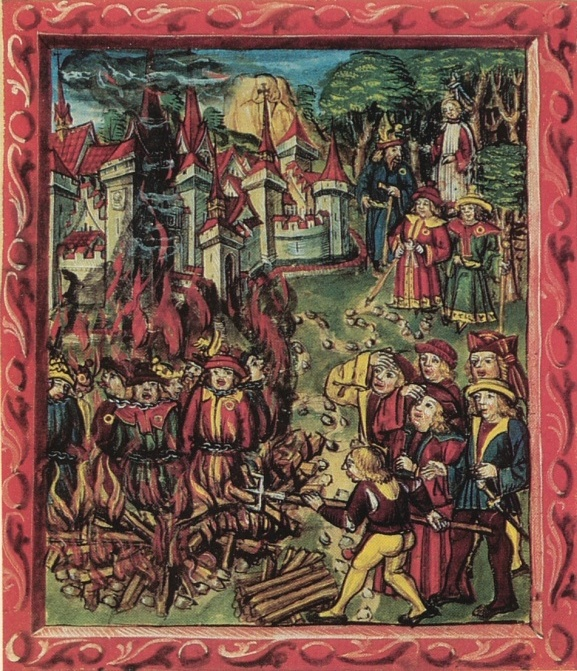
Judenverbrennung im Heiligen Römischen Reich, Darstellung aus einem mittelalterlichen Manuskript, 1515

Immer fanden sich neue Anlässe zu neuen Morden und Vertreibungen. Während der Hussitenkriege wurden die Juden in Österreich, Böhmen, Mähren und Schlesien verfolgt. Aus dem Stift Trier wurden sie 1419 für hundert Jahre, aus Köln 1424 (bis 1798) vertrieben, aus Konstanz 1431, aus Würzburg 1434, aus Speyer 1435, aus München und ganz Oberbayern 1442, aus Mainz 1473, aus Nürnberg und Ulm 1499 und aus Regensburg 1519 endgültig vertrieben. Johannes Capistranos Predigten lösten in Breslau 1453 eine Verbrennung mit 41 Opfern aus. Auch in Erfurt predigte Capistrano, hier kündigte der Rat 1453 den Schutz der Juden auf.
1492 starben bei dem Sternberger Judenpogrom 27 Juden auf dem Scheiterhaufen. Noch im gleichen Jahr wurden alle Juden aus Mecklenburg vertrieben. Daraufhin verhängten die jüdischen Gemeinden außerhalb Mecklenburgs einen Bann über das Land. Dieser verbot es den Juden fortan, sich in Mecklenburg niederzulassen. Erst als Anfang des 18. Jahrhunderts der Bann seine Wirkung verloren hatte, siedelten sich wieder jüdische Familien in Mecklenburg an.
Am 19. Juli 1510 wurden in Berlin im Ergebnis des Berliner Hostienschänderprozesses 38 Juden auf einem großen Gerüst verbrannt, zwei weitere Juden – diese waren durch Taufe zum Christentum übergetreten – wurden enthauptet. Ihnen war Hostienfrevel und Kindsmord vorgeworfen worden; den Anlass dafür bot der Einbruch in die Kirche von Knoblauch und der damit verbundene Diebstahl einer vergoldeten Monstranz und zweier geweihter Hostien. 60 weitere Juden mussten, nachdem sie Urfehde geleistet hatten, im Laufe des Jahres die Mark Brandenburg verlassen.
Bis 1520 waren Juden weitgehend aus den großen Städten vertrieben worden. Allerdings bot das territorial zersplitterte Reich oft Zuflucht beim nächsten Kleinfürsten, und bald setzte eine Rückwanderung ein. Juden überlebten teilweise auch in Wäldern als Vagabunden und Bettler. In Frankfurt am Main und Worms wurden Ghettos eingerichtet. Die Predigt der Bettelmönche verbreitete antijüdische Vorstellungen, z. B. vom angeblichen Ritualmord am Knaben Simon von Trient. Der Holz- und Buchdruck verbreitete das Bild vom Schwein als Mutter der Juden („Judensau“). Nach dem Untergang der Regensburger Gemeinde 1519 blieb vielen nur noch das Wanderjudentum oder der befristete Aufenthalt in einer Stadt. Neue jüdische Zentren entstanden in Polen und Osteuropa.

## Frühe Neuzeit 1520–1789

### Karl V. und das „Große Speyrer Judenprivileg“ 1544
Unter den Humanisten war allein Johannes Reuchlin ein Verteidiger der Juden, als er im Streit mit Johannes Pfefferkorn die geforderte Verbrennung des Talmuds ablehnte. Er bezog das Hebräische in die humanistischen Studien ein. Josel von Rosheim erreichte bei Kaiser Karl V. neue Schutzbriefe für die Juden und verteidigte sie auf dem Augsburger Reichstag 1530 gegen erfundene Angriffe des übergetretenen Antonius Margaritha.
Auf dem Reichstag 1544 in Speyer beklagten sich die Juden des Reiches bei Kaiser Karl V., sie würden misshandelt und ihnen zugestandene Rechte verwehrt. Auslöser für die zunehmende Missachtung der Rechte der Juden waren u. a. judenfeindliche Schriften Martin Luthers von 1543.
Kaiser Karl erneuerte daher den Schutz der Juden und bestätigte ihre Privilegien. Niemand sollte fortan das Recht haben, ihre Schulen und Synagogen zu schließen, sie daraus zu vertreiben oder sie an ihrem Gebrauch zu hindern. Wer Juden im Widerspruch zum verkündeten kaiserlichen Landfrieden an Leben oder an Hab und Gut schädigte oder sie beraubte, sollte von jeder Obrigkeit bestraft werden. Jeder Jude sollte das Recht haben, seinen Geschäften im Reich nachzugehen, und jede Obrigkeit sollte ihm Geleit gewähren und ihn nicht mehr als bisher mit Zoll oder Maut belasten. Die Juden waren nicht verpflichtet, außerhalb ihrer Wohnorte „judische zeichen“ zu tragen, und kein Jude sollte ohne ausdrückliche Zustimmung des Kaisers von seinem Wohnort vertrieben werden. Da Juden höher besteuert wurden, sie aber weder liegende Güter noch „statliche handtierung, ampter oder handtwerkh“ hatten und die Abgaben nur von dem, „so sy von ieren parrschafften zuwegen bringen“, bestreiten konnten, wurde ihnen gestattet, dass sie „iere paarschafften und zinß … umb sovill desto höcher und etwaß weitters und mehrers, dann den cristen zuegelassen ist, anlegen“. Ohne hinreichende Beweise und Zeugen war jedem untersagt, die Juden des Gebrauchs von Christenblut zu beschuldigen oder sie deswegen gefangen zu nehmen, zu foltern oder hinzurichten, denn diese Verdächtigung wurde bereits durch die Päpste verworfen und durch eine Deklaration Kaiser Friedrichs untersagt. Wo solche Beschuldigungen erhoben wurden, waren sie vor den Kaiser zu bringen. Verstöße gegen dieses Privileg sollten mit 50 Mark lötigen Goldes geahndet werden, die halb der kaiserlichen Hofkammer, halb der geschädigten Judenschaft zukommen sollten.

### Vor und nach dem Dreißigjährigen Krieg
Um 1600 lebten in Deutschland etwa 8.000 bis 10.000 Juden, davon gut 3.000 in Frankfurt am Main. In einer neuen Periode jüdischer Zuwanderung siedelten sie sich in Städten und Gebieten an, aus denen sie vorher vertrieben worden waren. Seit dieser Zeit bis zu ihrer Emanzipation waren die Juden in Landesjudenschaften organisiert, Gesamtverbänden aller Juden eines Herrschaftsgebietes, die die jüdischen Angelegenheiten wie etwa Steuerverteilung und Gerichtsbarkeit autonom verwalteten. Der Versuch einer reichsweiten Zusammenarbeit scheiterte im Zuge der so genannten Frankfurter Rabbinerverschwörung. Eine Besonderheit bildete die Ansiedlung portugiesischer Juden (Sephardim) im handelsbewussten Hamburg etwa ab 1600, während dort die deutschen Juden nach Altona ausweichen mussten. Trotz des judenfeindlichen Martin Luther, der das deutsche Luthertum antijudaistisch prägte, entspannte sich das Verhältnis etwas. In den katholischen geistlichen Territorien und einigen Reichsstädten ging es den Juden relativ am besten. Auf dem Lande war die kleine Geldleihe an Bauern eine Verdienstquelle, die aber immer wieder zu Vorwürfen von „Judenwucher“ führte. In den Städten waren die Zunftbürger oft antisemitisch eingestellt, in Frankfurt am Main kam es 1614 zu Aufstand und Plünderung unter Anführerschaft des Lebkuchenbäckers Vincenz Fettmilch gegen das Ghetto. Mitunter konnten Juden wichtige Positionen an fürstlichen Höfen erreichen. Doch die damit verbundene Sicherheit als Hofjude blieb vage, insbesondere dann, wenn ein neuer Herrscher den Thron bestieg. So ließ Kurfürst Johann Georg am 28. Januar 1578 den ehemaligen jüdischen Hoffinanzier seines Vaters Joachim II., den Hofjuden und Münzmeister Lippold aus Prag, mit der Axt vierteilen. Die Hinrichtung erfolgte aufgrund einer Anklage wegen Hexerei und Zauberei, welche erhoben worden war, weil Johann Georg trotz intensiven Suchens keine Unregelmäßigkeiten finden konnte. Am unteren Ende der sozialen Skala standen umherziehende Räuberbanden, die teilweise oder gänzlich aus völlig verelendeten Juden bestanden, eigentümliche soziale Strukturen aufwiesen und zur geschützten Verständigung das Rotwelsch benutzten.

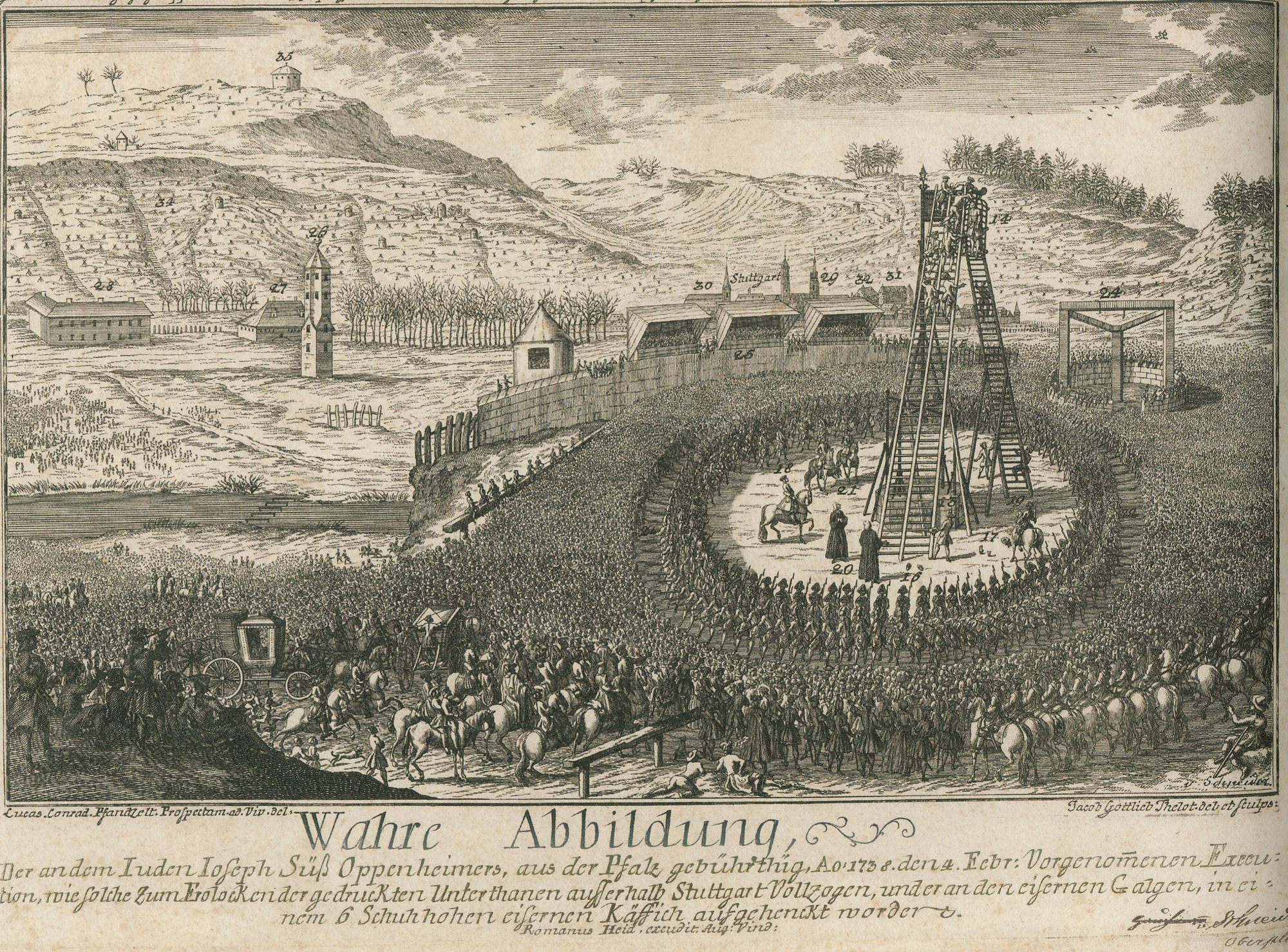
Hinrichtung des Joseph Süß Oppenheimer 1738 vor den Toren Stuttgarts

Erst mit dem Wiederaufbau nach dem Dreißigjährigen Krieg wendete sich die Lage der Juden zum Besseren. Seit 1648 waren sie den Landesherren unterstellt, die mit Judenordnungen das Zusammenleben regelten. Vor den Pogromen des Kosakenführers Bohdan Chmelnyzkyj (Chmelnyzkyj-Aufstand) flohen einige Juden nach Brandenburg. Eine gewisse Aufnahmebereitschaft zeigte zunächst das noch halbherzige Edikt des Großen Kurfürsten von 1671 mit dem Titel „Edikt wegen aufgenommenen 50 Familien Schutz-Juden, jedoch daß sie keine Synagogen halten“. Von 1700 bis 1750 folgten vier Judenordnungen, in denen unter anderem die Höchstzahl von Kindern geregelt wurde, die man „ansetzen“ durfte. Erlaubt waren erst drei, später nur noch eins, die übrigen Söhne mussten auswandern. Zu diesen Judenordnungen gehörten das General-Reglement von 1730 und das Revidierte General-Privileg von 1750. 1714 wurde die Synagoge in Berlin in Anwesenheit der Königin eröffnet. Zu Vertreibungen kam es in Wien 1670, zu Pogromen unter anderem in Bamberg 1699. Im zunehmend judenfreundlichen Berlin lebten um 1700 etwa 1.000 Juden, im ganzen Alten Reich um 25.000 Juden. Um die Mitte des 18. Jahrhunderts waren es bereits 60.000 bis 70.000. Eine herausragende Quelle für das jüdische Leben dieser Epoche ist die erste in jiddischer Sprache verfasste Autobiografie der Hamburger Kauffrau Glückel von Hameln. Der Hoffaktor Süß Oppenheimer in Württemberg erlebte einen bisher unbekannten Aufstieg aus dem Ghetto, nach dem Tod seines absolutistischen Landesherrn Karl Alexander einen ebenso jähen Absturz und wurde öffentlich hingerichtet.

### Zeitalter der Aufklärung

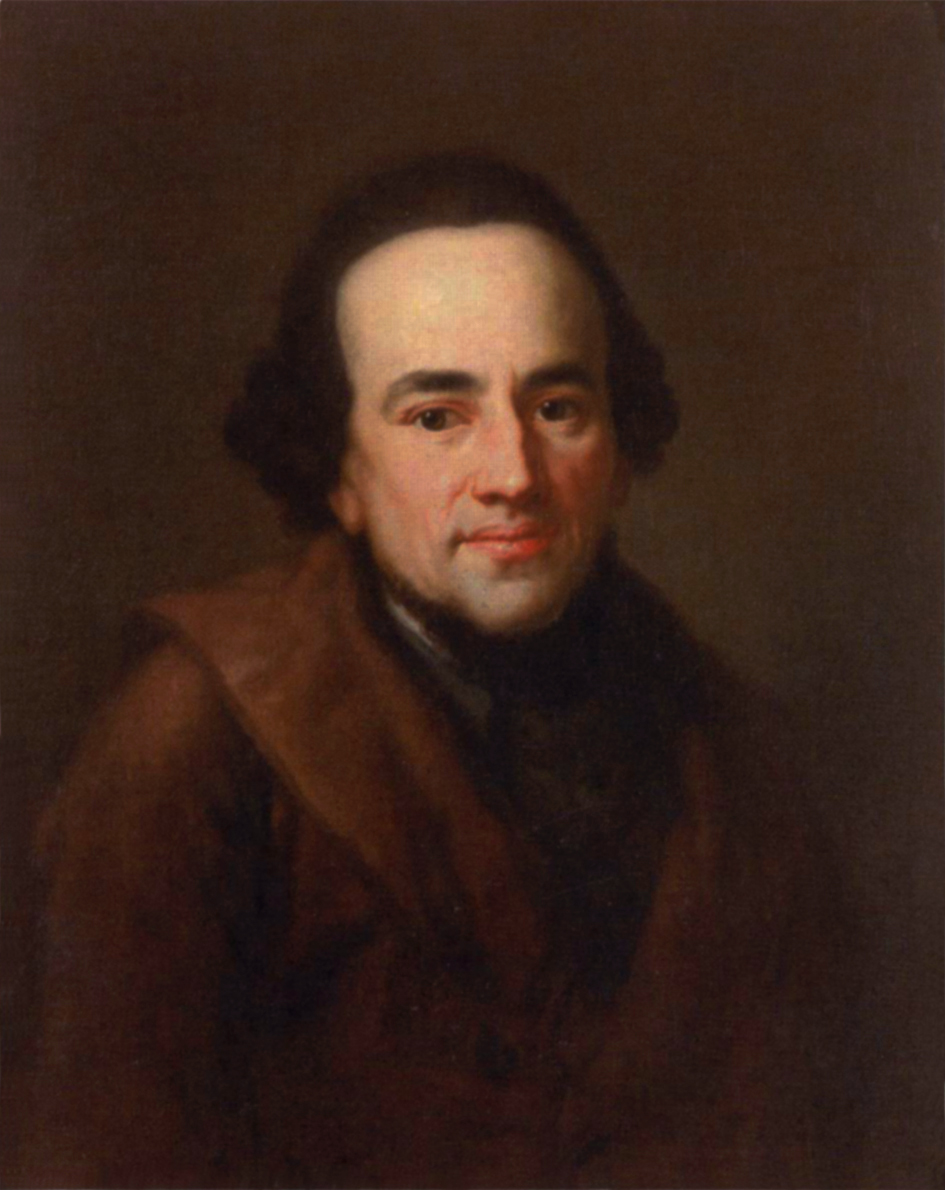
Moses Mendelssohn Porträt, 1771

Die Frage nach der Integration und Gleichberechtigung der Juden, bisher nur unter wirtschaftlichen Aspekten betrachtet, stellte sich in der Aufklärung neu. In Preußen galt unter Friedrich II. begrenzte Toleranz gegenüber den Schutzjuden. Bedeutende Intellektuelle wie Moses Mendelssohn beteiligten sich am geistigen Leben in Deutschland, jüdische Frauen (Rahel Varnhagen) gehörten zum Kern der deutschen Romantik. Für die Juden stellte sich wiederum die Frage der Assimilation an die christliche Umwelt. Der Jurist Christian Wilhelm Dohm verfasste 1781 die Schrift „Über die bürgerliche Verbesserung der Juden“, die allerdings bis zur Krise Preußens wenig zur jüdischen Emanzipation bewirkte. Dagegen setzte Kaiser Joseph II. mit dem Toleranzpatent 1782 im Habsburgerreich umfangreiche Erleichterungen in Kraft, die jedoch mit einer antijüdischen Erziehungsabsicht einhergingen.
Noch im 18., teilweise sogar im 19. Jahrhundert trugen die Juden im Deutschen Reich jüdische Namen. Gewöhnlich trugen sie als Nachnamen den Namen des Vaters; eine Patronymie, wie sie bis in die Neuzeit noch bei manchen slawischen Völkern üblich war und in Island und verschiedenen arabischen Ländern noch ist. Aufgrund der häufigen Kombination aus zwei jüdischen Vornamen waren sie sofort als Juden zu erkennen.
Im 18. Jahrhundert veranlassten in den verschiedenen deutschen Territorien nach und nach Edikte der Landesfürsten die selbstgewählte Annahme von festen Familiennamen.

## Napoleonische Zeit und Reichsgründung 1789–1871

### Napoleon und preußische Reformen

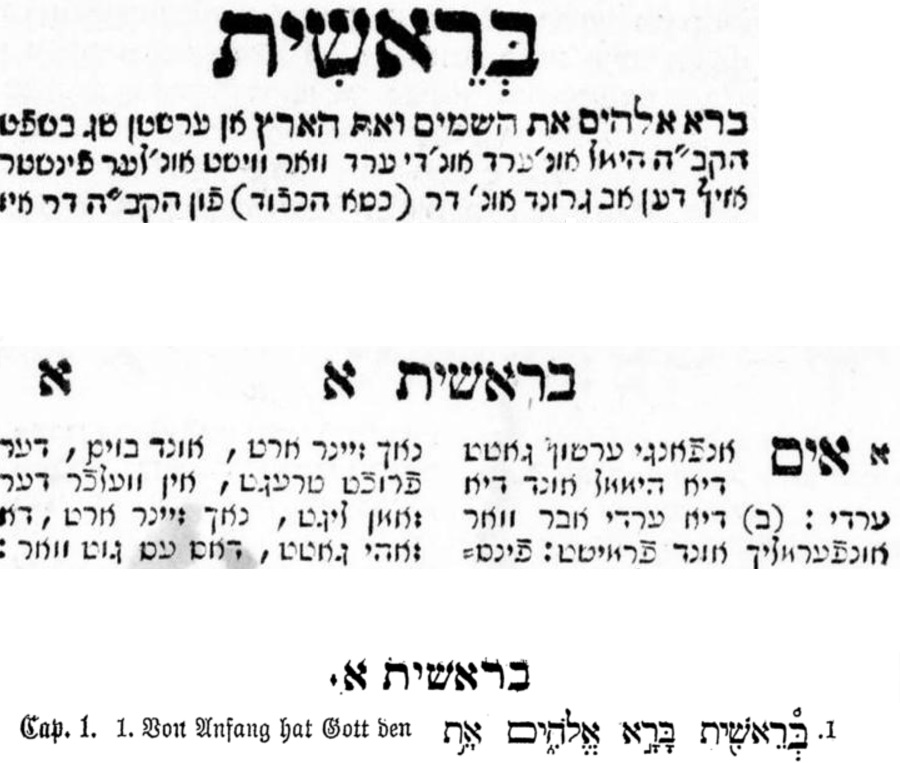
Linguistische Akkulturation in drei Phasen. Oben: Genesis 1. Übersetzung in Westjiddisch, aus Ze’enah u-Re’enah, Sulzbach, 1764.; Mitte: derselbe Text, Hochdeutsch aber in hebräischen Buchstaben, aus Moses Mendelssohns Pentateuch-Übersetzung, etwa 1780; Unten: Samson Raphael Hirschs 1867 Version, Hochdeutsch in lateinischen Buchstaben.

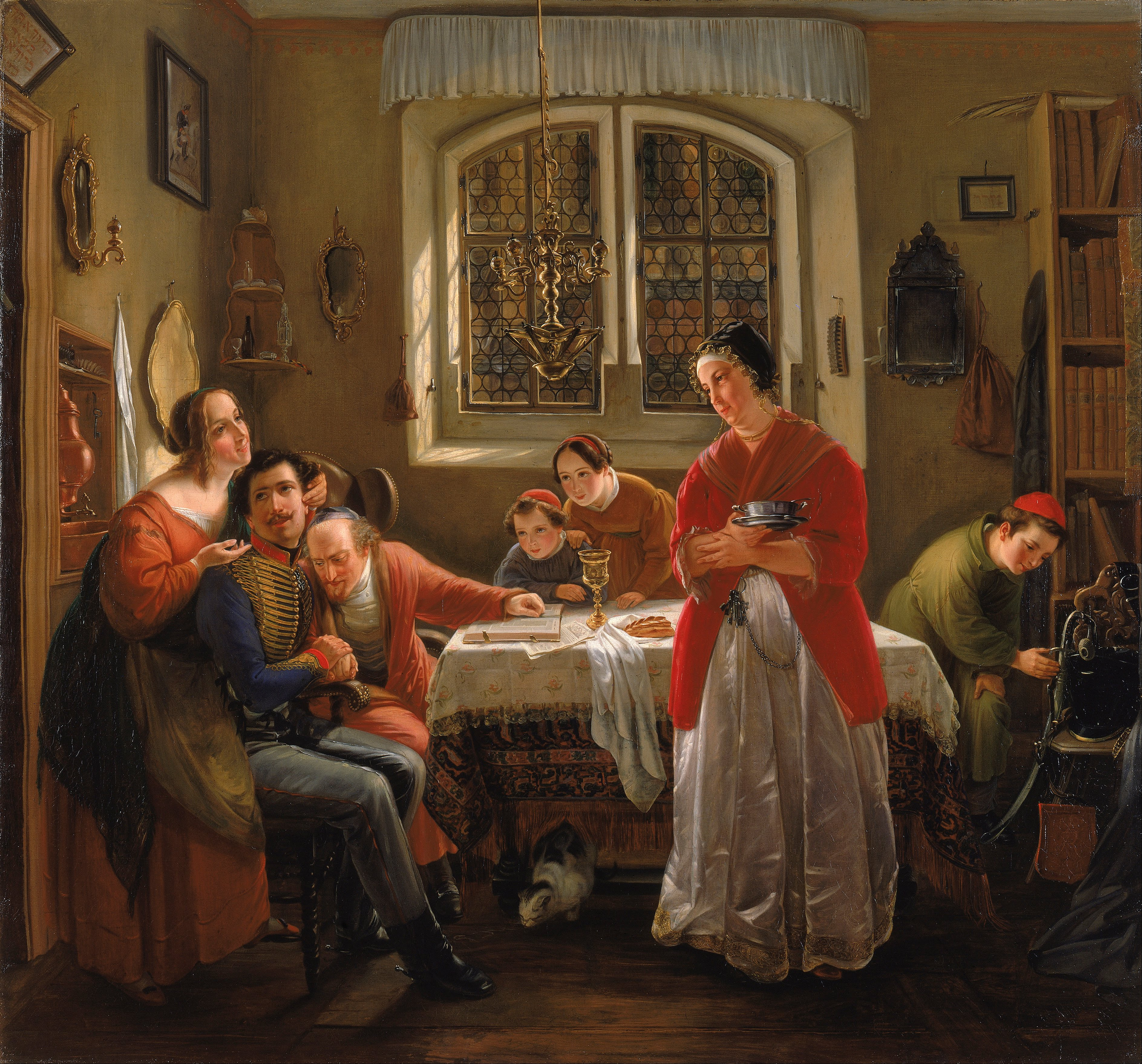
„Die Heimkehr des Freiwilligen aus den Befreiungskriegen zu den nach alter Sitte lebenden Seinen“ von Moritz Daniel Oppenheim

Die Französische Revolution vollzog 1791 die Emanzipation der Juden in Frankreich, und Napoleon I. trug dieses Prinzip mit dem Code civil in die besetzten und abhängigen Staaten hinein (z. B. in das Königreich Westphalen und im Linken Rheinufer). In den Rheinbundstaaten wurden Juden zuerst gleichgestellt, wenn auch unter einigen Einschränkungen. Doch 1808 erließ Napoleon das so genannte „schändliche Dekret“, das ihre Freizügigkeit aufhob und die Gewerbetätigkeit nur mit einem speziellen Patent zuließ.
In Preußen stellte sich nach der völligen Niederlage in der Schlacht bei Jena und Auerstedt 1806 die Frage nach staatlichen Reformen. Mit dem Preußischen Judenedikt von 1812 wurden die in Preußen lebenden Juden Inländer und preußische Staatsbürger. Einige wurden Offiziere in der preußischen Armee. Das Edikt enthielt aber empfindliche Einschränkungen und war z. B. in der 1815 hinzugekommenen Provinz Posen, wo die meisten Juden wohnten, nicht gültig, so dass kein gleiches und einheitliches Recht entstand. Viele Sonderregelungen machten die Gleichstellung nach 1815 in der Restauration wieder zunichte. Das galt auch für das hinzugewonnene Schwedisch-Pommern mit Stralsund, wo später die ersten Kaufhäuser der Familien Wertheim und Tietz standen. König Friedrich Wilhelm III. verharrte im Konservativismus. Die romantische Lehre vom „christlichen Staat“, der Friedrich Wilhelm IV. anhing, stellte den neuen Status wieder infrage und ließ Juden in Führungspositionen nicht zu. Auch Universitätsprofessuren waren jüdischen Gelehrten wie Eduard Gans nicht zugänglich. Die als Juden geborenen Schriftsteller Heinrich Heine und Ludwig Börne emigrierten nach Frankreich. Erst 1847 wurde ein einheitlicheres Judengesetz geschaffen.

### Wiener Kongress und Restauration
Auf dem Wiener Kongress wurde im Artikel 16 der Bundesakte den Juden eine Verbesserung in Aussicht gestellt und der Status quo für von den Bundesstaaten erlassene Gesetze bestätigt. Dies bezog sich nicht auf die französischen Besatzungsregelungen, wofür besonders die Hansestädte sich eingesetzt hatten. Die Rechtslage musste neu geregelt werden und wurde sehr unübersichtlich. Der Lübecker Anwalt Carl August Buchholz vertrat etliche deutsche jüdische Gemeinden in dieser Sache sowohl in Wien wie auch 1818 beim Aachener Kongress.
Einen großen Rückschritt der Judenemanzipation bedeuteten die antijüdischen Hep-Hep-Krawalle, bei denen sich von August bis Oktober 1819 die größten Gewaltexzessen gegen Juden seit dem Mittelalter in etwa 80 Städten und Ortschaften innerhalb des Deutschen Bundes und über seine Grenzen hinaus ereigneten. Würzburg, wo die Krawalle am 2. August 1819 ihren Anfang nahmen, Frankfurt am Main und Hamburg befanden sich durch die gewaltsamen Ausschreitungen über mehrere Tage im Ausnahmezustand, bei denen auf Seiten der Juden zwar keine Toten gab (allerdings wurden in Würzburg ein Angreifer und ein Soldat getötet), aber viele Personen verletzt und jüdische Wohn- und Geschäftshäuser zerstört wurden. In vielen Teilstaaten des Deutschen Bundes wurde nach den Krawallen der Prozess der Judenemanzipation gestoppt oder sogar rückgängig gemacht.
Eine wichtige Schrift Über die Stellung der Bekenner des mosaischen Glaubens in Deutschland steuerte 1831 der jüdische Jurist Gabriel Riesser zur Judenemanzipation bei, in der er auf eine Debatte in Baden einging. Es ging um das volle Bürgerrecht ohne christliche Taufe als Zugang zur deutschen Nation, den er als Jude für sich beanspruchte.

### Reformjudentum

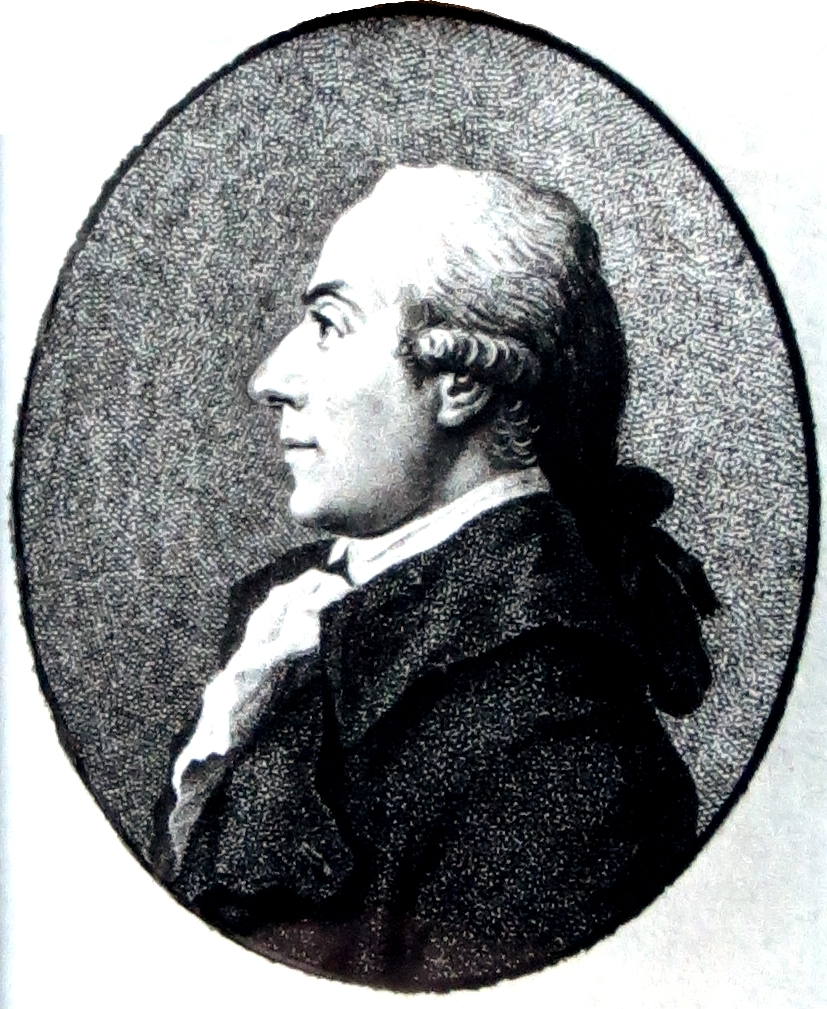
David Friedländer (1750–1834)

Anfang des 19. Jahrhunderts regten sich die ersten Bestrebungen des sogenannten Reformjudentums, die der Synagoge das Gepräge ihrer christlichen und deutschen Umwelt geben sollte. Die neue Stellung der Juden als Staatsbürger förderte ihren Wunsch, der christlichen Umwelt etwas weniger fremd zu erscheinen. In dem Maße, wie Juden nähere Bekanntschaft mit der christlich-religiösen Praxis machten, sahen viele in ihr ein Vorbild für alle Religionen im modernen religiösen Rahmen. Eine Reform wurde aber auch angestrebt, weil religiöses Empfinden sich teilweise geändert hatte und alte religiöse Bräuche in den Augen mancher bedeutungsleer geworden waren. Zu den ersten Reformern gehören David Friedländer, der gleich nach dem preußischen Emanzipationsedikt von 1812 Reformvorschläge machte, Israel Jacobson und Abraham Geiger, nach dem das Abraham-Geiger-Kolleg in Potsdam benannt ist.
Anfänglich umstrittene Änderungen im Gottesdienst betrafen:
- eine Synagogenordnung,
- die Einführung einer Predigt in Deutsch,
- ein der christlichen Konfirmation nachempfundenes Glaubensgelöbnis für Kinder,
- die Einführung deutscher Gebete und Gesänge in den Gottesdiensten sowie
- die Verwendung von Musikinstrumenten im Gottesdienst.[22]

### Teilnahme an Revolution und Heeresdienst
In der Revolution 1848 gehörten einige Juden zu den „Märzgefallenen“. Bei den bäuerlichen Unruhen kam es auch zu antijüdischen Exzessen in ungefähr 80 Orten in Süddeutschland und Posen. Doch die baldige jüdische Emanzipation schien gewährleistet, da in den neuen Parlamenten viele namhafte Juden mitarbeiteten, z. B. Johann Jacoby, oder die zum Christentum übergetretenen Johann Gustav Heckscher und Eduard von Simson.
In der Frankfurter Paulskirche kam es am 28. August 1848 zu einer Debatte über die Grundrechte und ihre Geltung für Juden, die Moritz Mohl aus Württemberg wegen ihrer „Fremdstämmigkeit“ bezweifelt hatte. Der bekannte Lauenburger Abgeordnete Gabriel Riesser wies dies mit Erfolg zurück.
In die Unruhen der Revolution mischten sich weitere antijüdische Exzesse außerhalb Deutschlands, so in Prag, Preßburg und Budapest. Trotz der Niederschlagung der Revolution blieben danach in einigen Staaten Verbesserungen für Juden bestehen.

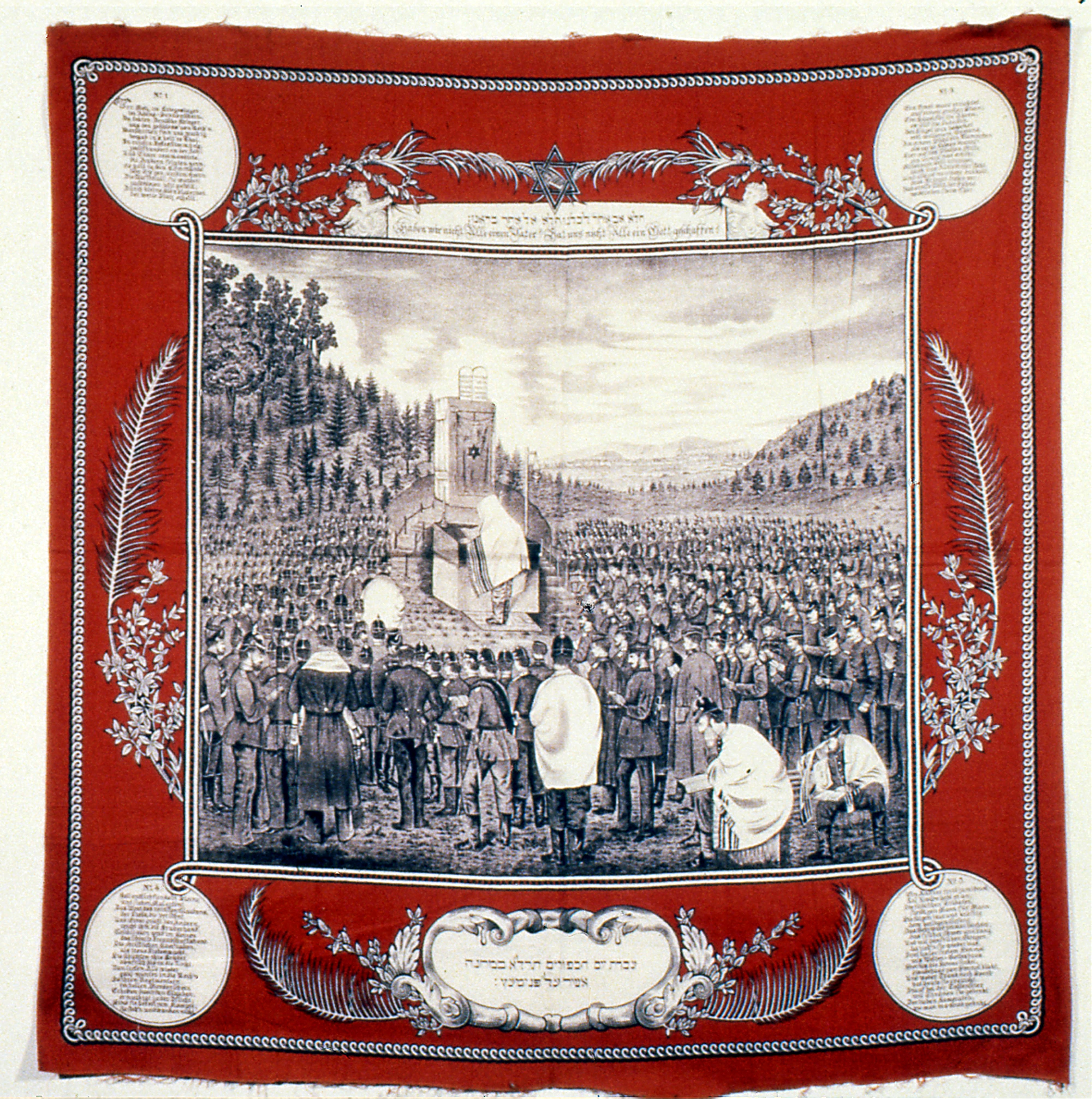
Jüdische Soldaten in der deutschen Armee begehen Yom Kippur während des Deutsch-Französischen Krieges. The Feuchtwanger Collection, Israel-Museum, Jerusalem

„Jüdische Soldaten dienten seit den Anfängen der bürgerlichen Gleichstellung in den Armeen der deutschen Teilstaaten und der Armee des Kaiserreiches, sie kämpften im Feldzug Preußens und Österreichs gegen Dänemark im Jahre 1864, im Preußisch-Österreichischen Krieg von 1866 und im Deutsch-Französischen Krieg 1870/71. Sie zeichneten sich aus, wurden befördert und ließen ihr Leben auf dem Schlachtfeld.“

### Einzelstaaten im Deutschen Bund ab 1815

#### Baden
Durch Gebietsvergrößerungen wuchs die Zahl der badischen Juden von 2.265 im Jahr 1802 bis 1808 auf 14.200. Karlsruhe und Mannheim entwickelten sich seit dem 18. Jahrhundert zu jüdischen Zentren. Im liberalen Großherzogtum Baden verbesserte das erzieherisch verstandene Konstitutionsedikt vom 13. Januar 1809 die staatsbürgerliche Stellung der Juden erheblich, beseitigte aber auch die bisherige traditionelle jüdische Gemeindeverfassung. Gleichzeitig wurde der Oberrat der Israeliten Badens als Landesverband der jüdischen Bewohner geschaffen. Die staatliche Schulpflicht betraf auch die jüdischen Kinder, ebenso die Wehrpflicht, erbliche Familiennamen wurden vorgeschrieben. 1815 folgte die Aufhebung der Schutzgelder. Die Verfassung von 1818 machte wieder erhebliche Einschränkungen im Staatsdienst und passiven Wahlrecht. Zu den antisemitischen Gegnern gehörte der Heidelberger bzw. Jenaer Philosoph Jakob Friedrich Fries, dessen Hetzschrift von 1816 die Regierung konfiszieren ließ. Die Hep-Hep-Krawalle 1819 erfassten Nordbaden und mussten mit Militäreinsatz beruhigt werden. Trotz vieler Einzelerfolge blieben vor allem die Landjuden, die sich selbst einer Assimilation widersetzten, angefeindet. Als Voraussetzung weiterer Fortschritte forderte die liberale Mehrheit der Volksvertretung, entsprechend der Denkschrift des Heidelberger Theologen Heinrich Eberhard Gottlob Paulus von 1831, eine radikale Kultreform, die u. a. die Verlegung des Sabbats auf den Sonntag, die Aufhebung der Speisegesetze, den Verzicht auf die Beschneidung und die Revision des Talmud einschließen sollte. 1848 traten erneut antisemitische Übergriffe besonders im Kraichgau und Odenwald auf. Die staatsbürgerliche Emanzipation gelang nach langer Diskussion erst 1849, die fast völlige formalrechtliche Gleichstellung (Beseitigung von Ausnahmen im Armenrecht und der Allmende-Nutzung) als Gemeindebürger 1862 mit einer 10-jährigen Übergangsfrist. Durch die rechtliche Gleichstellung sind allerdings die Vorurteile gegen die Juden nicht verschwunden. Manche behaupteten, dass das Gesetz über die Judenemanzipation durch das jüdische Kapital erkauft sei, auch dafür, dass im wirtschaftlichen Aufschwung nach 1860 die Bauern, kleinen Handwerker und Händler relativ ärmer wurden, machte man die Juden verantwortlich.
Moritz Ellstätter, der 1868 zum Finanzminister ernannt wurde, war als erster Jude und einziger bis 1918 Mitglied einer deutschen Landesregierung.

#### Bayern

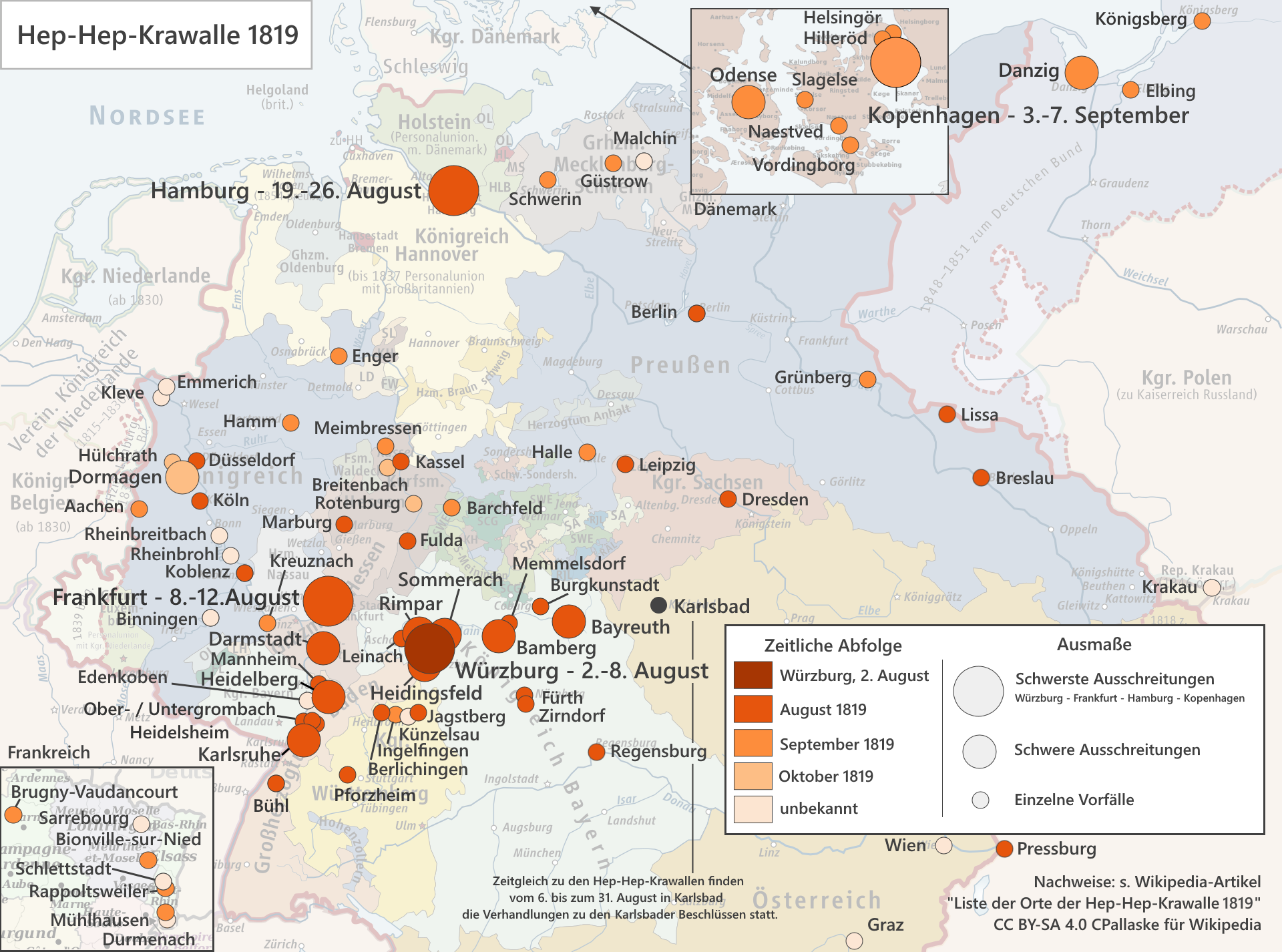
Karte der Hep-Hep-Krawalle 1819

1816 trat in Bayern das drei Jahre zuvor erlassene Judenedikt in Kraft. Die Juden wurden damit den Christen rechtlich weitgehend gleichgestellt. Das Edikt, ein Meilenstein in der Geschichte der Assimilation der bayerischen Juden, verfügte die Aufhebung der jüdischen Gerichtsbarkeit, erlaubte Juden, Grundbesitz zu erwerben, und öffnete ihnen den Zugang zu allen Universitäten des Landes. In einem „Matrikelparagrafen“ regelte das Edikt jedoch auch die Erfassung wohnberechtigter Juden mit einem Schutzbrief (Matrikel) in Listen. Da für jeden Ort eine Höchstzahl jüdischer Familien festgelegt wurde, die möglichst noch gesenkt werden sollte, beeinträchtigte die Regelung nicht nur die Freizügigkeit der Juden, sondern auch die Möglichkeiten der Juden, eine Familie zu gründen.
| Jahr | Juden in Bayern |
| ---- | --------------- |
| 1813 | ca. 30.000      |
| 1840 | >4.100          |
| 1867 | >9.200          |
| 1900 | >23.700         |

Ein vehementer Antisemitismus entlud sich 1819 in den Hep-Hep-Krawallen in Würzburg und anderen bayerischen Gebieten.
Mit dem Heranwachsen der nächsten Generation wurde das Problem der Höchstzahl Mitte der 1830er Jahre so drängend, dass die jungen Leute Bayern in großen Zahlen verließen; Tausende wanderten in die Vereinigten Staaten aus. In der zweiten Hälfte des 19. Jahrhunderts wurden die Lebensbedingungen der Juden in Bayern jedoch schrittweise besser: 1848 erhielten sie das aktive und passive Wahlrecht, 1849 wurde mit David Morgenstern erstmals ein jüdischer Abgeordneter in den bayerischen Landtag gewählt. 1850 durften Juden sich erstmals wieder in Nürnberg, woraus sie 1499 vertrieben worden waren, ansiedeln. 1861 schließlich wurde der Matrikel-Paragraf aufgehoben.
Nachdem der jüdische Siedlungskern zu Beginn des 19. Jahrhunderts im Fürther Raum gelegen hatte, zogen im Zuge der Emanzipation und der Urbanisierung bis zum Ende des 19. Jahrhunderts immer mehr Juden in die Großstadt München. Die vollständige rechtliche Gleichstellung der Juden in Bayern folgte mit der Verfassung des 1871 gegründeten Deutschen Reiches.

#### Freie und Hansestädte Lübeck, Hamburg, Bremen
Nachdem Lübeck von 1811 bis 1813 zum napoleonischen Frankreich gehört hatte, galt hier wie in den anderen Hansestädten die Emanzipation der Juden. Nach dem Wiener Kongress wurden die dort ansässig gewordenen Juden aus der Stadt Lübeck wieder vertrieben, und es bestand ein Ansiedlungsverbot bis 1848. Gleiches gilt für Bremen bis zur Verfassung von 1849. Über die Wahlrechtsreform von 1848, eine Verfassungsrevision und Modernisierung des Staates, wurden alle Juden aus Moisling und Lübeck dauerhaft emanzipiert. In Hamburg, wo mit etwa 3000 Juden lange die größte deutsche Gemeinde bestand, führten die neuen Verfassungen von 1849 und endgültig von 1860 die strikte Trennung von Staat und Kirche ein und stellten damit die Juden gleich. Durch die Überseeauswanderung über die Häfen Bremen und Hamburg strömten dorthin neue Mitglieder.

#### Hannover

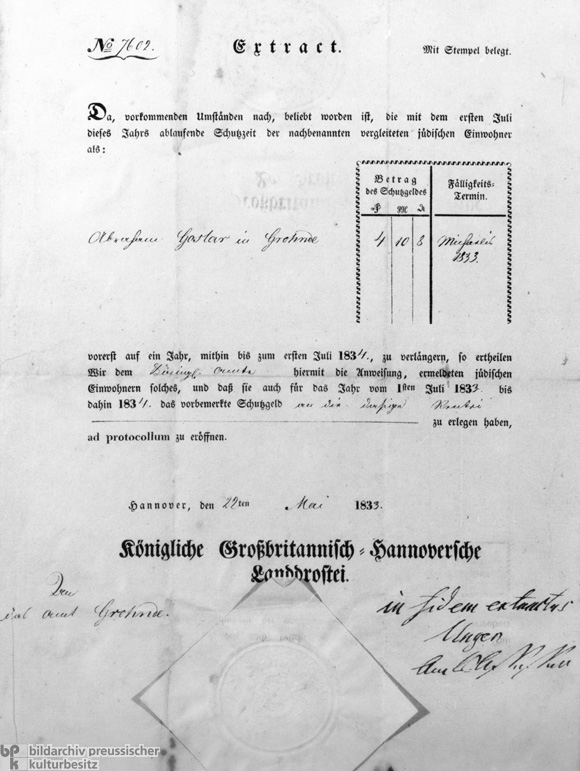
Hannoveraner Brief für Schutzjuden 1833

Im Königreich Hannover, das großenteils zum progressiven Königreich Westphalen gehört hatte, wurde zunächst das alte Recht der Schutzjuden wiederhergestellt. Erst 1842 erhielten Juden das Bürgerrecht („Gesetz über die Verhältnisse der Juden“). Moritz Stern wurde 1859 zum ersten Ordinarius an einer deutschen Universität ernannt, in Göttingen zum Mathematikprofessor.

#### Mecklenburg-Schwerin und Mecklenburg-Strelitz
Bemerkenswert war die Teilnahme von 26 Juden an den Befreiungskriegen, unter ihnen Löser Cohn aus Güstrow, der seine Memoiren veröffentlichte. Von 1813 bis 1817 galt in Mecklenburg-Schwerin die „Landesherrliche Constitution“, die in 19 Paragrafen de facto die Juden rechtlich gleichstellte. Auf Druck der konservativen Landstände hob Großherzog Friedrich Franz I. sie wieder auf und stellte so die Zustände nach dem Landesgrundgesetzlichen Erbvergleich von 1755 wieder her. Dennoch entwickelten sich jüdische Zentren in Schwerin, Güstrow, Parchim und Neustrelitz/Strelitz. Für Handwerker und Schulen traten später auch Verbesserungen in Kraft, jüdische Rechtsanwälte wurden zugelassen. 1839 regelte ein Statut die Gemeindeverfassung, 1840 wurde ein Landesrabbiner gewählt. Nur kurzzeitig führte die Revolution 1848 die Gleichstellung ein – bis zur Aufhebung der revolutionären Verfassung 1850.
Erst 1868 wurde sowohl in Mecklenburg–Schwerin als auch in Mecklenburg-Strelitz auf Druck des Norddeutschen Bundes die Gleichstellung der Juden ohne Ausnahme durchgeführt. Die Freizügigkeit aller Bürger erstreckte sich nun auch auf die alten Hansestädte Wismar und Rostock. Der linksliberale Abgeordnete Moritz Wiggers brachte 1869 im Norddeutschen Bund gegen den Widerstand beider Mecklenburger Regierungen das Bundesgesetz über die Gleichberechtigung der Konfessionen auf den Weg, das die Rechtsgleichheit definitiv garantierte. Dennoch sank die Zahl der Juden infolge Abwanderung in Industriezentren von 1848 mit 3248 „Israeliten“ bis 1905 auf 1482. Erst durch Zuwanderung aus den durch den Versailler Vertrag an Polen abgetretenen und darüber hinaus annektierten Gebieten stieg sie um 1919 kurzzeitig wieder an.

#### Sachsen
Im Königreich Sachsen blieb die rechtliche Situation der Juden fast ebenso lange ungeklärt wie in Hannover. Bereits um 1800 war der Anteil jüdischer Kaufleute hoch unter den Besuchern der Leipziger Messe, vor allem aus Polen. 1814 wurde der israelitische Friedhof im Johannistal bei Leipzig genehmigt, 1834 entstand die „Israelitische Religionsgemeinde zu Leipzig“ mit der Wahl eines provisorischen Religionsvorstandes. Erst 1838 erlaubte ein Gesetz, dass Juden sich in den Städten Leipzig und Dresden niederließen. Der Grundstückserwerb wurde teilweise erlaubt und so ein Synagogenbau möglich. 1843 wurde der als Christ erzogene Felix Mendelssohn Bartholdy Ehrenbürger Leipzigs. Selbst dort blieben ihre Bürgerrechte eingeschränkt; außerhalb dieser beiden Städte wurden Juden nicht geduldet. 1855 wurde die Leipziger Große Gemeindesynagoge („Tempel“) eingeweiht. 1874 zog Moritz Kohner als erster jüdischer Abgeordneter in den Stadtrat von Leipzig ein.
1871 lebten in Sachsen 3357 Juden (insgesamt 2,5 Mio. Einwohner).

#### Württemberg
In Württemberg, wo von 1498 bis 1805 keine Juden dauerhaft wohnen und arbeiten durften, wurde 1828 das Gesetz in Betreff der öffentlichen Verhältnisse der israelitischen Glaubensgenossen erlassen, das vor allem durch seine erzieherische Absicht, den Juden den „Schacherhandel“ zu erschweren, gekennzeichnet war. Es stellte auch das religiöse Leben unter staatliche Aufsicht. In Ludwigsburg und in Stuttgart entstanden daraufhin jüdische Gemeinden, die mit den großen jüdischen Zentren der Zeit – wie Breslau, Hamburg oder Berlin – jedoch nicht vergleichbar waren. Karoline Kaulla, Stammmutter der Unternehmerfamilie Kaulla, gründete 1802 die Württembergische Hofbank. Die Judenemanzipation der Revolution 1848 wurde wieder rückgängig gemacht, doch 1861 fanden ihre bürgerlichen Rechte endlich Anerkennung. Die bürgerliche Gleichstellung der Juden auf lokaler Ebene wurde in Württemberg erst 1864 gesetzlich verankert.

## Blütezeit im Kaiserreich und der Weimarer Republik 1871–1933

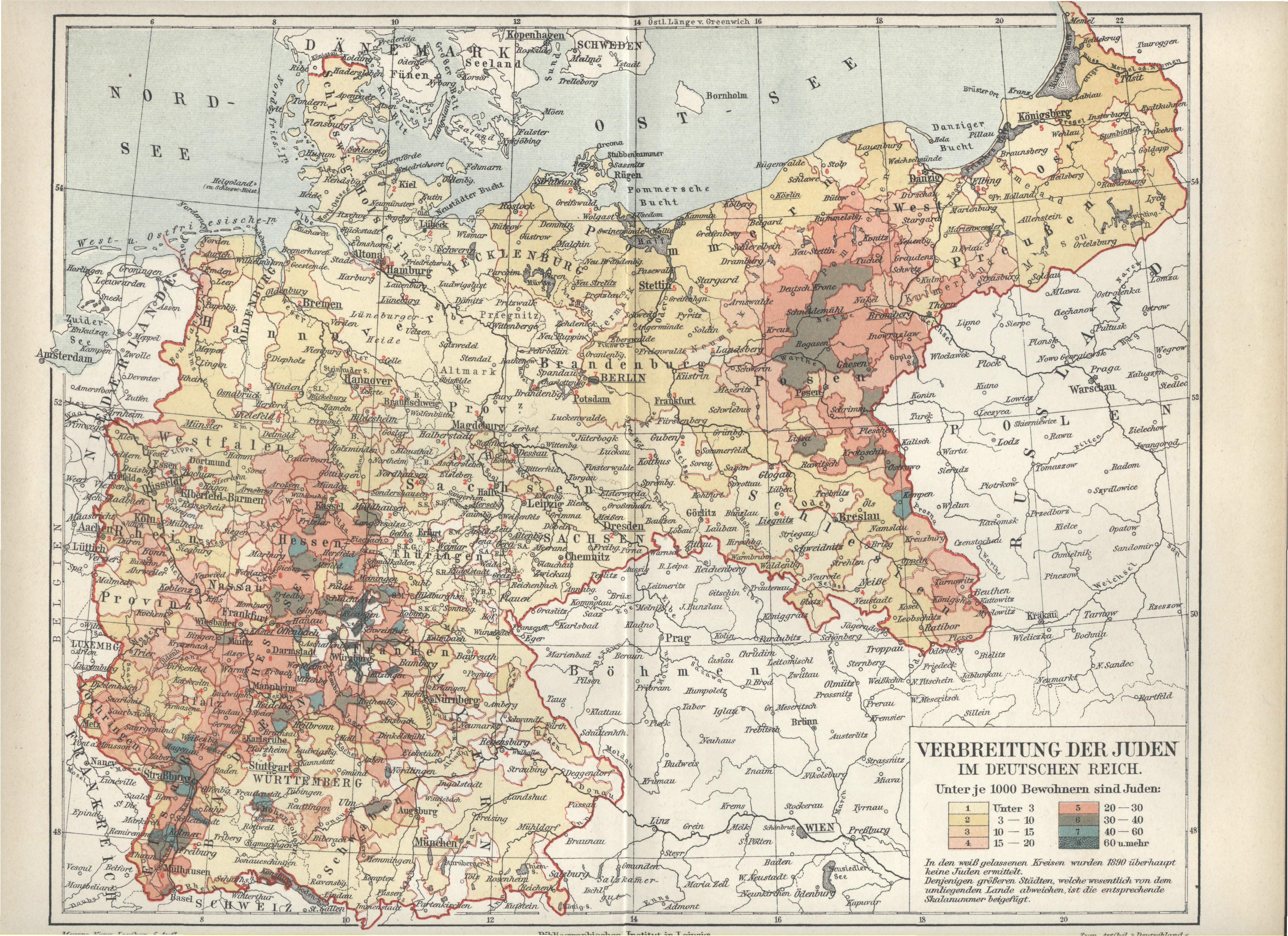
Verbreitung der Juden im Deutschen Reich, ca. 1895

Mit dem im Juli 1869 von Bismarck unterzeichneten „Gesetz betreffend die Gleichberechtigung der Konfessionen in bürgerlicher und staatsbürgerlicher Beziehung“ erwirkte der Jurist Moritz Wiggers im Norddeutschen Bund die Gleichstellung der Juden – es bildete die Grundlage der Reichsverfassung von 1871: Sie machte alle deutschen Juden zu gleichberechtigten Bürgern. Dennoch war der gesellschaftliche Antisemitismus nicht überwunden, der besonders in Wirtschaftskrisen zurückkehrte.
Einige Juden rückten in hohe Positionen auf: Bekannt ist der jüdische Bankier Bismarcks, Gerson von Bleichröder. Der Reeder Albert Ballin gehörte zum engen Kreis um Wilhelm II., der auch nach 1918 antisemitische Vorwürfe äußerte. Es gab jüdische Gelehrte an Universitäten, wenn auch nur in geringer Zahl als ordentliche Professoren. Der Historiker Heinrich von Treitschke löste 1879 mit dem Ausruf „Die Juden sind unser Unglück“ den Berliner Antisemitismusstreit aus. Die freien Berufe wurden ein Tätigkeitsfeld für akademisch gebildete Juden, während Armee und Justizämter verwehrt blieben. Daneben entwickelte sich ein Mittelstand von kleinen Geschäftsinhabern und Industriellen. In groß- und kleinbürgerlichen Kreisen nahm im 19. Jahrhundert in zahlreichen Seebädern – auch außerhalb Deutschlands – der so genannte Bäder-Antisemitismus zu. In manchen Badeorten an Nord- und Ostsee (Borkum oder Zinnowitz) waren Juden als Gäste unerwünscht.
Ab dem 25. März 1873 hielten antisemitische Ausschreitungen, der „Stuttgarter Massenkrawall“ bzw. das Stuttgarter Pogrom von 1873 die Hauptstadt des Königreichs Württemberg drei Tage lang in Atem; es war der erste und einer der schwersten antijüdischen Pogrome im Deutschen Kaiserreich, und er war vom gleichen Jagd- und Hetzgeschrei wie bereits die Hep-Hep-Krawalle im Deutschen Bund 1819 begleitet.

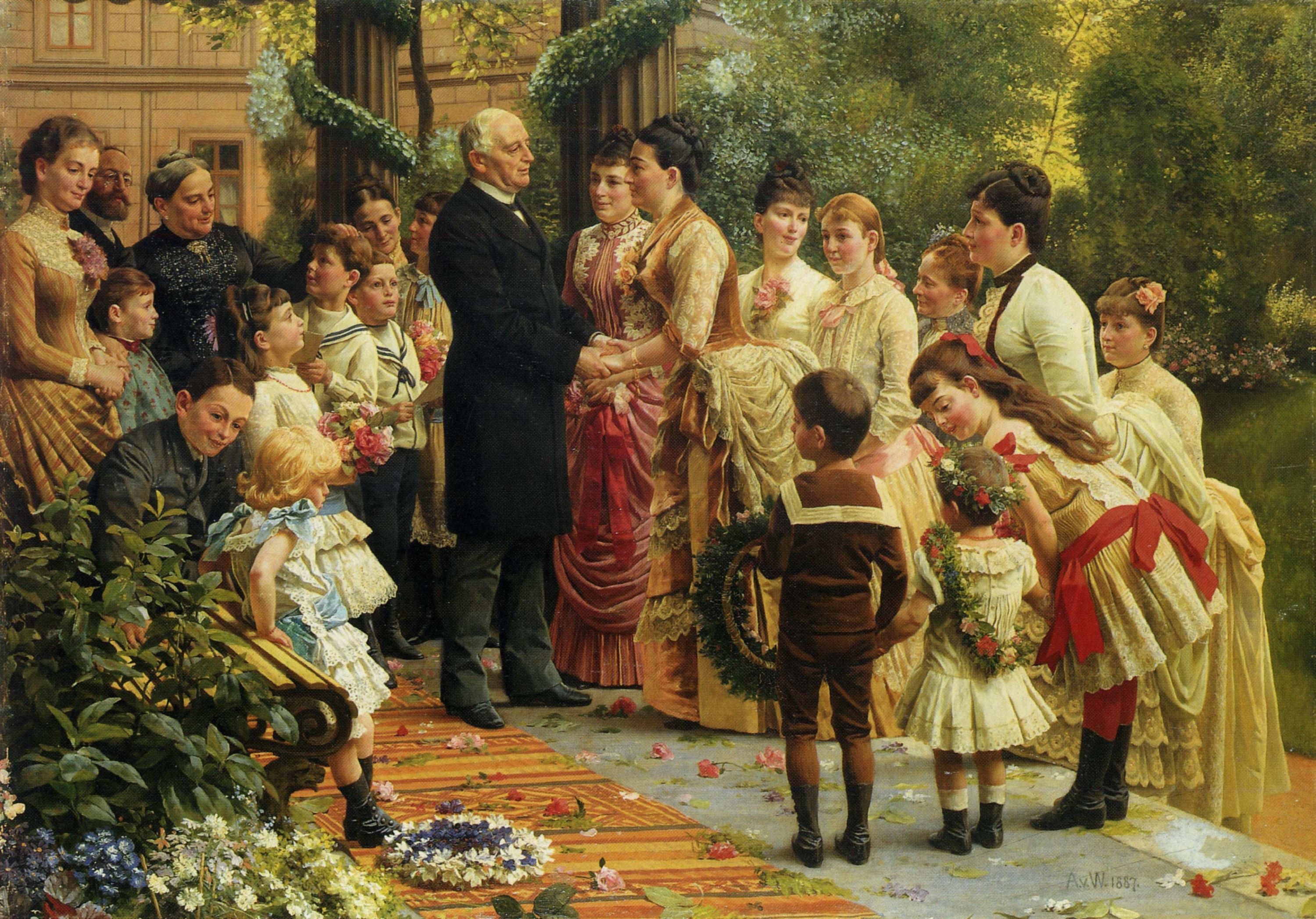
Der siebzigste Geburtstag des Kommerzienrates Valentin Manheimer, Gemälde von Anton von Werner, 1887: Porträt der großbürgerlichen deutsch-jüdischen Familie

Aus den preußischen Ostprovinzen und Osteuropa wanderten viele Juden als Arbeitskräfte in die dynamischen Industriezentren (z. B. Berlin, Stettin) ein. Die Zahl der jüdischen Almosenempfänger nahm stark ab.
Die jüdischen Gemeinden blühten auf, viele Synagogen wurden gebaut. Unter den jüdischen Verbänden traten einander widerstrebende Richtungen auf, die einerseits für Zuwendung zur modernen Gesellschaft und starke Assimilation eintraten, andererseits die Traditionen des Glaubens zu konservieren suchten. Eine Dachorganisation war der Central-Verein deutscher Staatsbürger jüdischen Glaubens ab 1893, der die Assimilation an die deutsche Gesellschaft vertrat. Daneben kam der Zionismus nach Theodor Herzl auf, vertreten durch die Zionistische Vereinigung für Deutschland.
Die deutsche Gesellschaft reagierte zunächst nur in geringem Maß, als erste antisemitische Parteien gegründet wurden. Der Berliner Hofprediger Adolf Stoecker betrieb seit 1878 aus christlichem Antijudaismus die Christlich-soziale Partei.

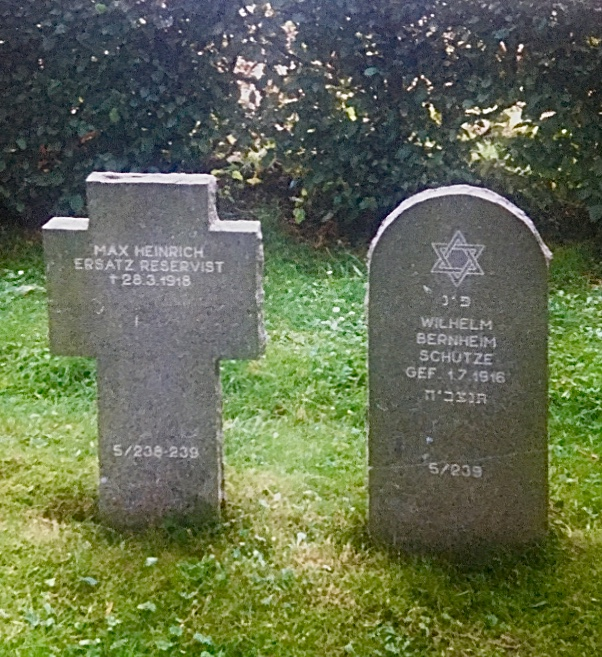
Grabstätte des Schützen Wilhelm Bernheim (gef. am 1. Juli 1916) auf einem Kriegsgräberfriedhof nahe Cambrai

Daneben kam mit dem Sozialdarwinismus eine neue rassistische Begründung des Antisemitismus (zuerst: Gobineau) auf, die von deutschen Rassisten wie dem Philosophen Eugen Dühring 1881 aufgegriffen wurde. Im „Tivoli-Programm“ (Forderung: „christliche Obrigkeit und christliche Lehrer“) der Deutschkonservativen Partei ist 1892 erstmals eine der großen Parteien auf diese Linie eingeschwenkt. Dahinter steckten traditionell christliche Vorbehalte, aber auch bürgerliche Ängste vor Konkurrenz und Fremden.
Im Ersten Weltkrieg dienten rund 100.000 Juden im deutschen Heer, davon wurden ca. 1.500 mit dem Eisernen Kreuz erster Klasse ausgezeichnet, etwa 12.000 fielen. Zu Beginn des Krieges hat das deutsche Heer nur einen aktiven Offizier jüdischer Abstammung, im Oktober 1914 dienen aber bereits 150 jüdische Offiziere in den verschiedenen Truppengattungen. Aufgrund der gesellschaftlichen Diskriminierung rückten allerdings nur wenige deutsch-jüdische Soldaten zum Reserveoffizier auf. Im Laufe des Krieges waren in den deutschen Streitkräften auch 45 jüdische Feldgeistliche im Einsatz (Feldrabbiner und Feldhilfsrabbiner), neben der eigentlichen religiösen Seelsorge nahmen sie auch die Aufgabe der Verteilung von religiöser Lektüre und „Liebesgaben“ aus der Heimat sowie die Durchführung von Unterhaltungsabenden und Vorträgen und den Dienst in Lazaretten wahr.
Die antijüdischen Vorbehalte verstärkten sich zur Mitte des Krieges wieder, was in der Gründung der antisemitischen Deutschen Vaterlandspartei zum Ausdruck kam. 1916 belegte eine „Judenzählung“ im Heer, obwohl unvollständig und lückenhaft, den Kriegsbeitrag der deutschen Juden. Ihre Ergebnisse wurden nicht publiziert. Hinter der Aktion hatte unverkennbar die Absicht gestanden, Juden als „Drückeberger“ zu entlarven. Nach dem Weltkrieg bildete sich ein „Reichsbund jüdischer Frontsoldaten“ mit über 50.000 Mitgliedern.
Entscheidend wurde die Diffamierung der Juden als Träger der Revolution von 1918/1919, die den deutschen Sieg hintertrieben hätten („Dolchstoßlegende“). Ebenso wurde ihnen häufig die Russische Revolution (1917) zugeschrieben. Die Antisemiten identifizierten die linken Parteien („Novemberverbrecher“) mit einer „jüdischen Verschwörung“ gegen die Mittelmächte. Die erste deutsche Demokratie wurde pauschal als „Judenrepublik“ abgetan, obwohl von ihren etwa 200 Reichsministern ganze fünf jüdisch waren.

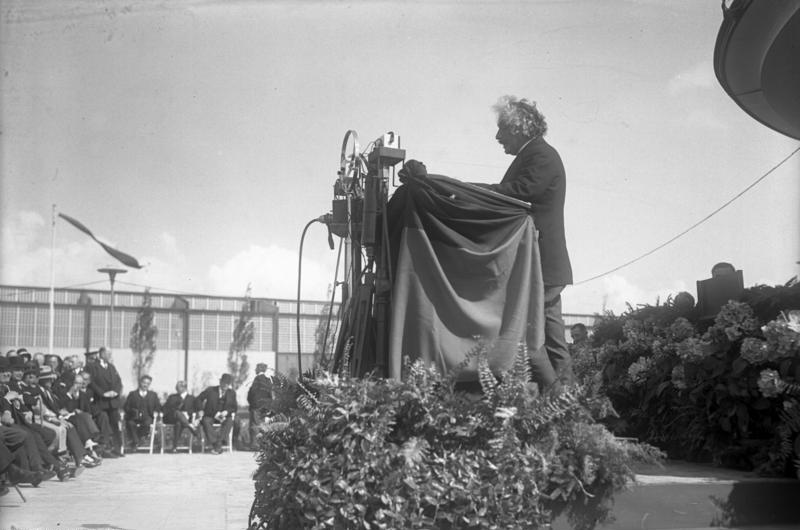
Einstein eröffnet die Funkausstellung in Berlin, 1930

In rechtsextremen Kreisen bis zur DNVP wurde Antisemitismus gesellschaftsfähig. Das vielfach gebilligte Attentat auf Walther Rathenau (1922) erhielt Unterstützung mehrerer Terrororganisationen aus dem Untergrund, wie der Organisation Consul und dem Deutschvölkischen Schutz- und Trutzbund. Das Verbot dieses Schutz- und Trutzbundes führte zur Stärkung der Deutsch-völkischen Freiheitspartei, die mit der NSDAP zusammen bei der Reichstagswahl Mai 1924 6,6 Prozent der Stimmen errang.
Dennoch brachte die Weimarer Republik eine Reihe von Verbesserungen für die Juden. Alle Karrieren und Schulen standen nun im Prinzip offen, die mittelständische Sozialstruktur blieb gleich. Die Gemeinden wurden Körperschaften öffentlichen Rechtes. Berlin wurde zum Zentrum, wo ein Drittel der Juden wohnte. Insgesamt sank ihre Zahl trotz Zuwanderung von Ostjuden ins Reich aber von 615.000 (1910) über 560.000 (1925) auf ca. 500.000 (1933). Das lag zum einen an den Gebietsabtretungen, zum anderen an einem Geburtenrückgang, verursacht durch zunehmende Überalterung und Verstädterung jüdischer Familien wie auch an Übertritten zum Christentum. In gemischtkonfessionellen Ehen wurden die Kinder oft nicht als Juden erzogen.
Es gab bekannte Privatbankiers wie die Familie Warburg. Auch in Wissenschaft, Kunst und Literatur leisteten Juden häufig Bedeutendes. Deren politische Orientierung richtete sich auf die DDP und zum Teil auf die SPD, die beide auch jüdische Abgeordnete aufstellten. Hugo Preuß (DDP) entwarf die Weimarer Reichsverfassung von 1919. Bekannte Intellektuelle, die sich mit dem Judentum positiv identifizierten und gedanklich auseinandersetzten, waren, unter anderem, Martin Buber, Franz Rosenzweig, Leo Baeck und Gershom Scholem.

## Zeit des Nationalsozialismus 1933–1945
Mit der Machtergreifung der Nationalsozialisten – eingeleitet durch die Ernennung Adolf Hitlers zum Reichskanzler am 30. Januar 1933 – begann die systematische Judenverfolgung im Deutschen Reich. Die Juden – wer im Deutschen Reich ab 1935 als „Jude“ galt, definierte die Erste Verordnung zum Reichsbürgergesetz – waren Antisemitismus und Antijudaismus in immer bedrohlicherer Form ausgesetzt. Ziel war die Vertreibung und Vernichtung der deutschen Juden, gestützt auf das Gewaltmonopol des Staates. In der Zeit des Nationalsozialismus wurden etwa 2000 antijüdische Gesetze und Verordnungen erlassen. Begründet wurden zunehmende Diskriminierung und systematisch praktizierter Terror gegen die jüdische Bevölkerung vor allem mit Verschwörungstheorien über das Weltjudentum wie zum Beispiel in den gefälschten Protokollen der Weisen von Zion. Durch die Rassenlehre wurde die These von der Überlegenheit der arischen Rasse verbreitet.

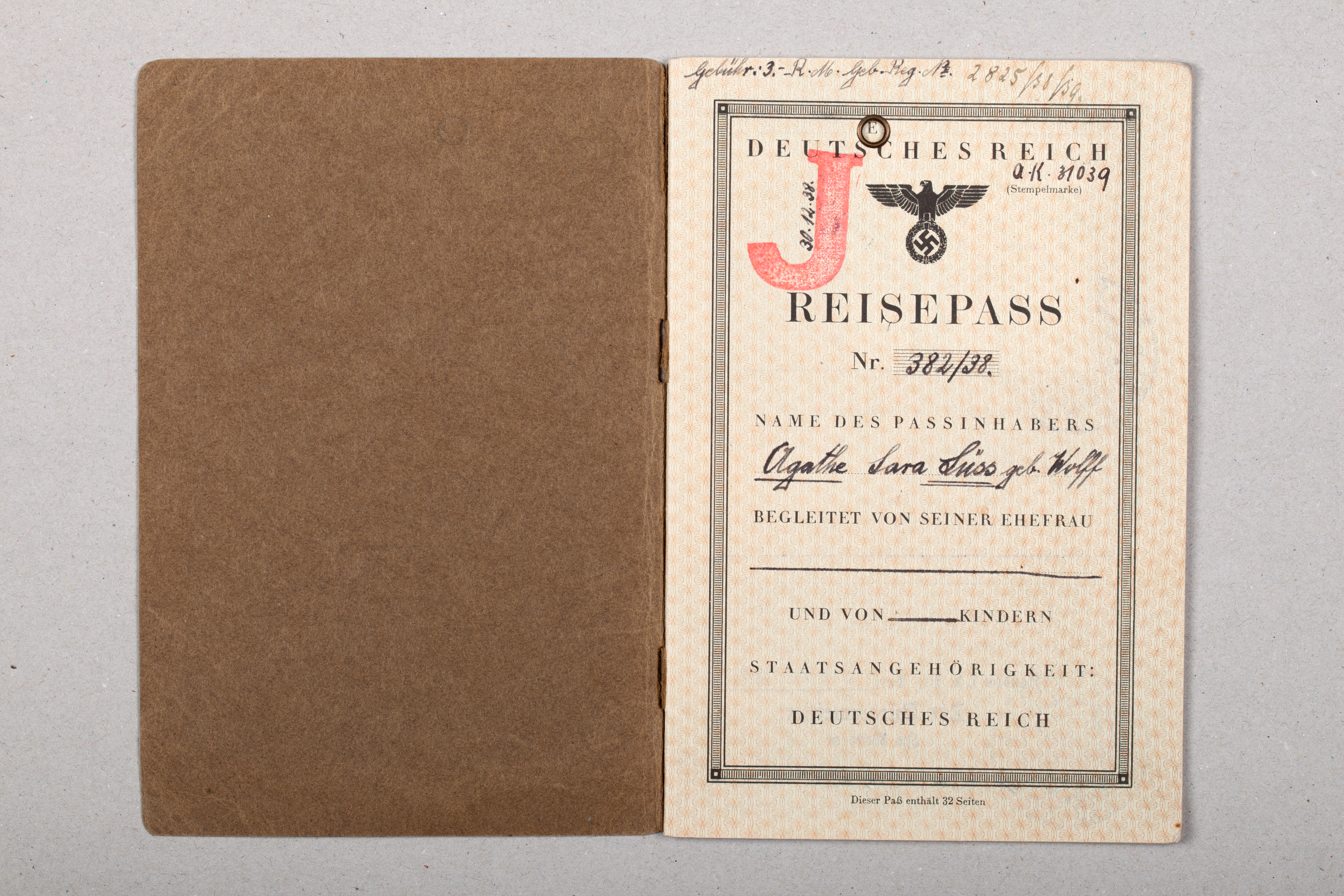
Pass mit Judenstempel der Agatha Süss im Jüdischen Museum der Schweiz in Basel.

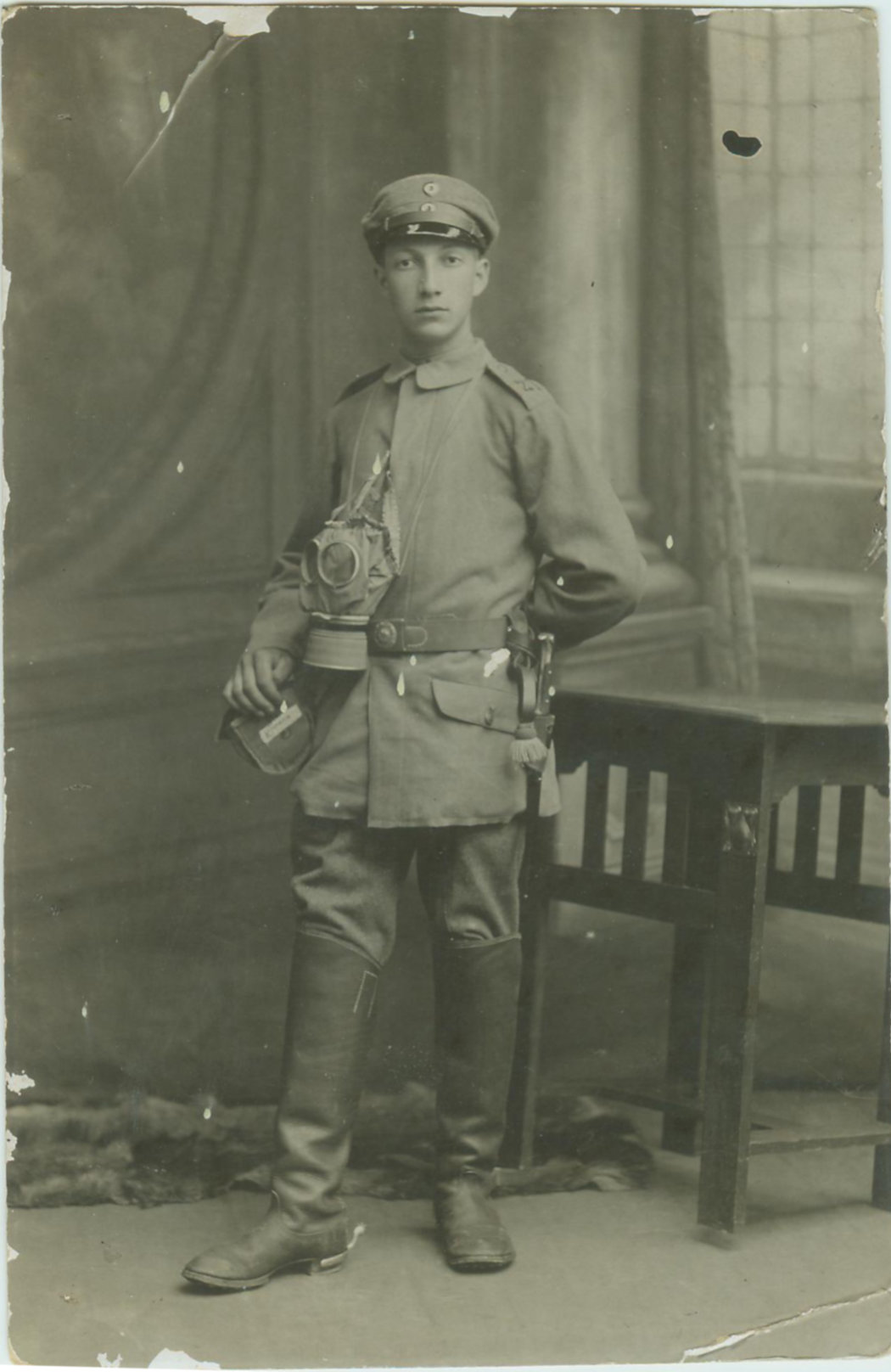
Willi Ermann, ein jüdischer Soldat im Deutschen Heer im Ersten Weltkrieg. Ermann wurde im Holocaust ermordet.

Entrechtung und Ausgrenzung – Anfang April 1933 führte das NS-Regime den Judenboykott durch. Schon einige Tage später verloren viele Juden durch das Berufsbeamtengesetz ihre Stelle, allerdings bot das Frontkämpferprivileg in einigen Fällen noch einen gewissen Schutz. Ab September 1935 wurden deutsche Juden durch die Nürnberger Gesetze mit dem Blutschutzgesetz weiter ausgegrenzt und mit dem Reichsbürgergesetz ihrer Bürgerrechte beraubt. Um als jüdisch erkannt zu werden, mussten auf Basis der Namensänderungsverordnung vom 17. August 1938 alle weiblichen Personen, die nicht bereits einen erkennbar jüdischen Vornamen trugen, den Zusatzvornamen Sara annehmen und angeben. Männer mussten entsprechend den Zusatzvornamen Israel annehmen und angeben.
Enteignung, Verfolgung und Vertreibung – Im November 1938 wurden in der Reichspogromnacht Synagogen und jüdische Geschäfte zerstört und die Juden durch einschlägige Verordnungen aus dem Wirtschaftsleben ausgeschaltet. Zahlreiche Juden sahen sich deshalb gezwungen, aus Deutschland zu fliehen.
Im Jahr 1933 hatten etwa 500.000 Juden in Deutschland gelebt – ca. 0,77 % der Wohnbevölkerung. Nach der Machtergreifung begaben sich viele von ihnen ins Exil. Nach Angaben der Bundeszentrale für politische Bildung emigrierten 37.000 Juden im Jahr 1933 aus Deutschland, dann 23.000 (1934), 21.000 (1935), 25.000 (1936), 23.000 (1937), 40.000 (1938) und 78.000 (1939). Bis zum endgültigen Ausreiseverbot am 23. Oktober 1941 verließen weitere 23.000 das Land, bis Kriegsende konnten danach noch 8.500 Juden aus Deutschland fliehen. Anlässlich der Konferenz von Évian im Juli 1938 bekräftigten viele Länder ihre ablehnende Haltung gegenüber der Aufnahme flüchtender Juden aus Deutschland, die durch Repressalien wie die Reichsfluchtsteuer und andere Verordnungen, die u. a. darauf zielten, Juden völlig verarmt ins Ausland zu schicken, verstärkt wurde. So fiel mit der 11. Verordnung zum Reichsbürgergesetz vom 25. November 1941 das Vermögen aller im Ausland lebenden Juden an den Staat. Auch manche „jüdische Mischlinge“ versuchten auszureisen. Jüdische Flüchtlinge, die versuchten, dem Holocaust zu entfliehen, hatten mit strengen Grenzkontrollen zu kämpfen. Nach Verhandlungen mit der Schweiz wurde 1938 der sogenannte Judenstempel eingeführt. Diese Markierung jüdischer Pässe vereinfachte die Abweisung von Flüchtlingen an der Grenze, was in vielen Fällen einem Todesurteil gleichkam. Der J-Stempel war auch für Flüchtlinge nach Schweden ein besonderes Hindernis.
Deportation und Ermordung – Mit dem deutschen Überfall auf Polen begann im September 1939 der Zweite Weltkrieg, der in Polen sofort zu zahlreichen antijüdischen Massakern durch Einsatzgruppen führte. Bald wurden alle auffindbaren Juden zur „Endlösung der Judenfrage“ erst in osteuropäische Ghettos, später in Konzentrationslager deportiert und systematisch, auf industrielle Weise in Vernichtungslagern umgebracht. Viele mussten zuvor Zwangsarbeit verrichten. Im Holocaust wurden Juden nicht nur im Großdeutschen Reich, sondern auch in allen von Deutschland besetzten Ländern umgebracht (siehe hierzu: Gesamtzahlen jüdischer Opfer).
Erst durch den Sieg der Alliierten und die bedingungslose Kapitulation der deutschen Wehrmacht im Mai 1945 konnten der Holocaust gestoppt und die Überlebenden in den Arbeits- und Vernichtungslagern befreit werden. Raul Hilberg beschrieb 1955 erstmals als Geschichtswissenschaftler der Zeitgeschichte anhand der Akten, wie der gesamte Vernichtungsprozess in dieser Zeit ablief.

## Geteiltes Deutschland 1945–1990
| Jahr | Mitglieder zum 31.12. | Zugänge aus ehem. SU-Staaten |
| ---- | --------------------- | ---------------------------- |
| 1955 | 15.920                | k. A.                        |
| 1960 | 21.755                | k. A.                        |
| 1965 | 25.132                | k. A.                        |
| 1970 | 26.354                | k. A.                        |
| 1975 | 27.933                | k. A.                        |
| 1980 | 28.173                | k. A.                        |
| 1985 | 27.561                | k. A.                        |

Wegmarken jüdischen Lebens in der Bundesrepublik Deutschland waren:
- die seit 1950 jährlich stattfindende Woche der Brüderlichkeit Anfang März, die seitdem gegründeten Gesellschaften für Christlich-Jüdische Zusammenarbeit, der jüdisch-christliche Dialog seit den Kirchentagen der 1960er Jahre,
- die individuellen und kollektiven Formen der Wiedergutmachung seit 1949, die oft unzureichend blieben,
- die Auschwitzprozesse 1963–1966,
- die Bundestagsdebatten um die Verjährung der NS-Verbrechen, insbesondere die so genannte Verjährungsdebatte von 1965. Die Beteiligung am NS-Völkermord wäre nach geltendem deutschen Recht in dem Jahr verjährt gewesen. Die Frist wurde um zunächst fünf Jahre verlängert, dann ganz aufgehoben.
- die von der Studentenbewegung ab 1965 angestoßene vertiefte Erforschung der historischen Bedingungen für den Nationalsozialismus und Holocaust,
- die vermehrte Einrichtung von deutsch-israelischen Städtepartnerschaften und Freundschaftsgesellschaften seit 1970, die nach Israel emigrierten ehemaligen deutschen Juden einen Besuch Deutschlands ermöglichten,
- Verträge von Bund, Ländern und Kommunen zum polizeilichen Schutz und finanzieller Absicherung der jüdischen Gemeinden, zuerst in West-Berlin unter Klaus Schütz 1971,
- die Einrichtung der Hochschule für Jüdische Studien in Heidelberg 1978 neben judaistischen Seminaren im Verbund von christlichen und jüdischen Historikern und Theologen an mehreren Universitäten,
- die Bildung neuer Interessen in Geschichtswerkstätten seit der Ausstrahlung der Fernsehserie Holocaust – Die Geschichte der Familie Weiß 1979, die nicht mehr nur nach allgemeinen sozialen und ökonomischen Strukturen für das Entstehen der NS-Diktatur fragten, sondern die Judenverfolgung in Einzelorten und -regionen im Detail aufhellten,
- die Rede Richard von Weizsäckers zum 40. Jahrestag des Kriegsendes 1985, der von der Befreiung vom Nationalsozialismus und nicht von der Niederlage Deutschlands sprach und die jüdische Weisheit des Baal Schem Tow (1700–1760), eines Lehrers des Chassidismus, zitierte: (Das Vergessen führt in die Verbannung –) das Geheimnis der Erlösung liegt in der Erinnerung!
- der Besuch Richard von Weizsäckers als des ersten amtierenden Bundespräsidenten in Israel im Oktober 1985,
- die Einrichtung nationaler Gedenktage für die Opfer des Holocaust, vor allem das seit 1988 bundesweit verstärkte Gedenken an die Novemberpogrome 1938.[54]

Für die DDR sind folgende Ereignisse und Charakteristika wichtig:
- Es blieben nur wenige Juden in der DDR, die Gemeinden starben allmählich aus. Sie konnten aber ohne offenen Antisemitismus in Sicherheit leben.
- Die DDR lehnte jede Entschädigung für die Verbrechen an Juden ab, da sie sich anders als die Bundesrepublik nicht als Nachfolgestaat des Deutschen Reiches sah.[56]
- Wie alle Ostblockstaaten bezog die DDR Stellung gegen den „zionistischen Imperialismus“ des Staates Israel und stellte die Juden in der DDR damit in einen Loyalitätskonflikt.
- In den 1980er Jahren kümmerte die SED sich stärker um das jüdische Erbe und lud auch jüdische Organisationen ein. Der Präsident des Jüdischen Weltkongresses, Edgar Bronfman, wurde mit dem höchsten Zivilorden der DDR ausgezeichnet. 1988 wurde in Berlin eine Stiftung Centrum Judaicum gegründet und die Neue Synagoge, die bei britischen Luftangriffen 1943 schwer beschädigt worden war, nach jahrzehntelanger Verwahrlosung restauriert.

### Die Auswanderung derDisplaced Persons
Noch während des Zweiten Weltkriegs beschlossen die Siegermächte, Juden, die den Holocaust überleben würden, nach Deutschland verschleppt worden waren oder vor osteuropäischen Pogromen nach Kriegsende dorthin flohen, wie alle anderen Displaced Persons („entwurzelte Personen“) nach einer Übergangszeit in ihre Herkunftsländer zurückzubringen, mit Ausnahme überlebender aus Deutschland stammender Juden. Diese sollten von anderen Ländern aufgenommen werden, da man nach dem Holocaust nicht mit einer Erneuerung des deutschen Judentums  rechnete.
Etwa 400.000 Juden hatten das Deutsche Reich in der NS-Zeit rechtzeitig verlassen. Ungefähr 15.000 deutsche Juden hatten in Konzentrationslagern, im Untergrund oder als Ehepartner von Nichtjuden überlebt. Nach Kriegsende verbrachten über 200.000 osteuropäische Juden zwei bis drei Jahre in Deutschland. Sie waren aus Konzentrationslagern oder als Zwangsarbeiter befreit worden oder flohen vor neuen Pogromen nach Deutschland. Die zionistische Fluchtorganisation Brichah förderte den Massenexodus aus Polen, vorwiegend in die amerikanische Besatzungszone. Zum einen war der Antisemitismus der Nachkriegszeit in Polen (Pogrom von Kielce 1946) und anderen Ländern Osteuropas unerträglich, zum anderen gab es keine Möglichkeit, aus diesen Ländern auszuwandern. Als Displaced Persons waren sie nun zwar „befreit, aber nicht frei“. Die amerikanische Armee und die UNRRA richteten vor allem in Bayern große Lager ein, in denen diese Menschen hinter Stacheldraht und mit uniformierter Bewachung lebten. Der überwiegende Teil strömte in die amerikanische Besatzungszone, in der britischen waren in der Höchstphase 15.000 jüdische DPs untergebracht, in der französischen nur etwa 1000. Die Auswanderung in das von Großbritannien verwaltete Mandatsgebiet Palästina war nur auf illegalem Weg (Alija Bet) möglich, und die USA blieben ihnen durch eine restriktive Immigrationspolitik zunächst ebenfalls verschlossen. In den ersten Nachkriegsjahren entstand daher eine Vielzahl sozialer und politischer jüdischer Organisationen in Deutschland. Es waren aber kaum noch deutsche Juden unter denen, die nun in Lagern und in wiederbegründeten Gemeinden lebten.
Mit der Gründung des Staates Israel im Mai 1948 verließen die meisten von ihnen Deutschland. Bis September 1948 war ihre Zahl bereits auf 30.000 geschrumpft, es blieben lediglich 10.000 bis 15.000. Ein Teil von ihnen war zu schwach oder zu krank, um weiterzuwandern, ein Teil hatte in der langen Wartezeit eine berufliche Existenz gründen können oder einen deutschen Ehepartner geheiratet. 1950 wurde das Büro der Jewish Agency, die in Deutschland für die Auswanderung von Juden nach Israel zuständig war, geschlossen. 1953 schloss auch das israelische Konsulat in München, das ebenfalls vor allem für die Auswanderung errichtet worden war. Konsul Chaim Yachil ging davon aus, dass die in Deutschland verbliebenen jüdischen Gemeinden sich innerhalb weniger Jahre selbst auflösen würden; ihre Liquidation sei angesichts ihrer kleinen Mitgliederzahl und ihrer Überalterung nicht aufzuhalten.
Die meisten der – zumeist aus Osteuropa gekommenen – Juden, die in Deutschland blieben, erhielten den Status als „Heimatlose Ausländer“, der ihnen zahlreiche Rechte zusicherte, oder erhielten einen deutschen Fremdenpass, aber blieben staatenlos. So war zwar 1938 zahlreichen aus Polen emigrierten Juden aufgrund des Gesetzes über den Entzug der Staatsbürgerschaft die polnische Staatsbürgerschaft entzogen worden, jedoch legten sie auf eine Wiedererlangung in Anbetracht des auch in Polen herrschenden Antisemitismus keinen Wert. Gleichzeitig lehnten sie es aber auch ab, im Nachkriegsdeutschland die deutsche Staatsbürgerschaft im Schatten des Nationalsozialismus anzunehmen. Die meisten betrachteten ihren Aufenthalt nur als Zwischenstopp zur Emigration, vorwiegend in die USA und nach Kanada. Sie saßen auf „gepackten Koffern“.
Israel betrachtete Deutschland damals als Tabuzone, mit der bis zum Luxemburger Abkommen von 1952 kein Dialog vorgesehen war. Wer im Besitz eines israelischen Passes war, durfte damit nicht nach Deutschland einreisen. Im Pass stand der Vermerk „not valid for travel to or in Germany“ (dt.: „nicht gültig für Reisen nach und in Deutschland“) und die deutschen Behörden waren angewiesen, keine Genehmigungen zur Einreise zu erteilen. Manche Juden umgingen dies, indem sie andere Pässe vorzeigten oder aus anderen europäischen Ländern mit Hilfe von Fluchthelfern über die „grüne Grenze“ nach Deutschland illegal einreisten. Später gaben sie an, ihre Ausweisdokumente in den Kriegswirren verloren zu haben.
Neben den wenigen deutsch-jüdischen Überlebenden hielten sich nach 1945 wesentlich mehr Überlebende aus Osteuropa, vor allem aus Polen, in der amerikanischen Besatzungszone auf. Hier stellten sie auch nach der Abwanderung der meisten DPs um 1950 die große Mehrheit in den jüdischen Gemeinden. Es gab eine kleine Zuwanderung von Juden vor allem aus dem Ostblock (Polen, Ungarn, Rumänien). Trotzdem lebten in Westdeutschland bis 1989 nicht mehr als 30.000 Juden, obwohl darunter schon zwei neue Generationen waren. Außerdem kamen persische Juden als Migranten oder Flüchtlinge aus dem Iran.

### Rückkehr aus dem Exil
Bereits kurz nach Kriegsende kehrten aus Deutschland stammende Juden aus dem Exil zurück, vorwiegend aus politischen Gründen. Der Philosoph Ernst Bloch (1885–1977) kam 1949 zurück (nach Leipzig, wo er den ihm angebotenen Lehrstuhl für Philosophie übernahm), der Komponist Hanns Eisler (1898–1962) kehrte 1948 nach Wien zurück und übersiedelte im Juni 1949 von Zürich nach Ostberlin, der Karikaturist John Heartfield (1891–1968) kehrte 1950 zurück (nach Leipzig), die Literaturhistoriker Hans Mayer (1945) und Alfred Kantorowicz (1946), die Schriftstellerin Anna Seghers (1947), Stefan Heym (1945) und Arnold Zweig (1948) sowie die beiden späteren Mitglieder des Zentralkomitees der SED Gerhart Eisler und Albert Norden gingen in die Sowjetische Besatzungszone bzw. die DDR. Die meisten der Genannten traten allerdings keiner jüdischen Gemeinde bei, weil der religiöse und der nationale Aspekt des Judentums mit der Parteilinie der SED schwer vereinbar waren. Viele der Rückkehrer verstanden sich als antifaschistische Kommunisten und spielten eine wichtige Rolle beim Aufbau der DDR.
Auch in den westlichen Teil Deutschlands kamen prominente Juden zurück, so die Politikwissenschaftler Ernst Fraenkel (1951) und Richard Löwenthal (1948), die beide Professoren an der Freien Universität Berlin wurden. Die Stadt Frankfurt bewirkte die Rückkehr von Max Horkheimer (1895–1973) und Theodor Adorno (1903–1969) und ermöglichte die Wiedereröffnung des Instituts für Sozialforschung im Jahre 1950. Weitere prominente Namen sind der Soziologe René König (1906–1992) und der Historiker Hans-Joachim Schoeps (1909–1980). Manche kamen als alliierte Soldaten in Uniform, zum Beispiel Arno Hamburger (1923–2013). In den Westen kam eine größere Zahl von Rückkehrern als in den Osten.

### Rechtslage in der Bundesrepublik Deutschland
Am 23. Mai 1949 trat das Grundgesetz für die Bundesrepublik Deutschland in Kraft. Mit Art. 116 Abs. 2 versuchte der Verfassungsgesetzgeber das nationalsozialistische Unrecht rückgängig zu machen, das in der Ausbürgerung von Juden, meist gegen ihren Willen, besteht.
Der Absatz lautet:

„Frühere deutsche Staatsangehörige, denen zwischen dem 30. Januar 1933 und dem 8. Mai 1945 die Staatsangehörigkeit aus politischen, rassischen oder religiösen Gründen entzogen worden ist, und ihre Abkömmlinge sind auf Antrag wieder einzubürgern. Sie gelten als nicht ausgebürgert, sofern sie nach dem 8. Mai 1945 ihren Wohnsitz in Deutschland genommen haben und nicht einen entgegengesetzten Willen zum Ausdruck gebracht haben.“

Art. 116 Abs. 2 GG ist auch auf diejenigen Juden anwendbar, die Deutschland nie verlassen, sondern die gesamte Kriegszeit im Untergrund in Deutschland verbracht hatten und die Opfer eines pauschalen Entzugs der deutschen Staatsangehörigkeit geworden waren, sowie auf deren Abkömmlinge. Zum Begriff „deutsche Juden“ äußerte Andreas Nachama, Rabbiner und Leiter der Gedenkstätte „Topographie des Terrors“ im Dezember 2015: „Meine Mutter ist ja Berliner Jüdin, die in den 20er-Jahren in Berlin geboren ist, hier aufgewachsen ist, hier versteckt war, den Holocaust überlebt hat und mich hier groß gezogen hat. Also ich gehöre ja sozusagen – wenn Sie so wollen – zu dieser Gruppe tatsächlich der deutschen Juden. Andere, deren Familien erst nach dem Holocaust als displaced persons vielleicht aus Ungarn, aus Polen, aus Rumänien, hierhergekommen sind, die würden sich sicherlich nicht als deutsche Juden bezeichnen. Da saßen die Eltern sozusagen auf gepackten Koffern und wollten wieder weg aus Deutschland, sind sie dann vielleicht nicht. Bei den deutschen Juden war das schon anders, die sind hier geblieben, weil sie Hitlers Testament nicht erfüllen wollten“. Für Hitler sei der Begriff „deutscher Jude“ ein Widerspruch in sich gewesen.
Das Land der Täter bewusst meidende jüdische Holocaust-Überlebende mit einer zwischen 1933 und 1945 von den Nationalsozialisten gegen ihren Willen entzogenen deutschen Staatsbürgerschaft machten ab 1949 überwiegend keinen Gebrauch von dem Angebot, als deutsche Staatsbürger aus dem Ausland nach Deutschland zurückzukehren. Einige ehemalige „deutsche Juden“ feierten sogar jahrzehntelang den Jahrestag ihrer Ausbürgerung als Ausdruck ihrer anhaltenden Verachtung Deutschlands. Anderen Berichten zufolge betrachteten es ausgebürgerte ehemalige deutsche Staatsangehörige noch in den 2020er Jahren mit Genugtuung, wenn sie sogar noch in hohem Alter das Angebot erhielten, wieder deutsche Staatsangehörige werden zu können.
Eine relativ kleine Anzahl in Deutschland geborener und aufgewachsener Juden bemühten sich nach 1949 unter Berufung auf ihre illegal entzogene deutsche Staatsbürgerschaft darum, innerhalb der jüdischen Gemeinden Privilegien gegenüber solchen zugewanderten Juden zu erhalten, die vor 1945 nie freiwillig ihren gewöhnlichen Aufenthalt in Deutschland gehabt hatten.
Die Zunahme der Anträge auf Erhalt der deutschen Staatsangehörigkeit durch in Israel lebende Juden am Anfang der 2000er Jahre lag nicht unbedingt an einer gestiegenen Attraktivität Deutschlands als dauerhaften Wohnsitzes. Doppelstaatler unter den Juden in Israel mussten aufgrund von Entscheidungen deutscher Gerichte verstärkt damit rechnen, dass in Israel ihre Pässe nicht verlängert wurden, wenn sie sich nicht dazu bereit erklärten, ihre israelische Staatsbürgerschaft aufzugeben. Bereits in den 2000er Jahren galt für Israelis eine EU-Staatsbürgerschaft, also auch eine deutsche Staatsbürgerschaft, in Zeiten der bedrohten Sicherheitslage im Nahen Osten als Rückversicherung, da sie im Gegensatz zu den israelischen Papieren bis heute viele visafreie Reisemöglichkeiten eröffnet.
Durch das am 20. August 2021 in Kraft getretene Vierte Gesetz zur Änderung des Staatsangehörigkeitsgesetzes wurde ein neuer gesetzlicher Anspruch auf Wiedereinbürgerung für Personen geschaffen, die aufgrund von NS-Verfolgungsmaßnahmen die deutsche Staatsangehörigkeit verloren oder gar nicht erst erhalten haben, und die nicht bereits einen Anspruch nach Art. 116 Absatz 2 Grundgesetz besaßen (§ 15 StAG). Der Einbürgerungsanspruch gilt auch für alle Abkömmlinge der Betroffenen. Die Regelung ist nicht nur auf Juden anwendbar, geschweige denn nur auf solche Juden, die in Israel leben.
Das Ministerium des Innern des Landes Nordrhein-Westfalen stellte am 31. Juli 2024 klar, dass „[n]ach dem Urteil des Bundesverwaltungsgerichts vom 6. Dezember 1983 – BVerwGE 68, 220 – […] davon auszugehen“ sei, „dass als Abkömmling i.S. des Artikels 116 Abs. 2 GG Kinder eines ‚Ausgebürgerten’ anzusehen sind, denen er – ohne die  Ausbürgerung – nach den für den Erwerb der deutschen Staatsangehörigkeit durch Geburt oder Legitimation maßgebenden Grundsätzen die deutsche Staatsangehörigkeit vermittelt hätte. Das Urteil sagt nichts darüber aus, ob auch Enkel als ‚Abkömmlinge‘ gelten können. Da es indes um den vom Grundgesetz verwendeten Abkömmlingsbegriff geht, der nach überwiegender Auffassung auch Enkel einschließt, kann es nicht Aufgabe der Verwaltung sein, das Wiedergutmachungsrecht auf Kinder zu begrenzen, wenn dies der höchstrichterlichen Rechtsprechung nicht zu entnehmen ist.“
Viele Kinder und/oder Enkel derjenigen, auf die Art. 116 Abs. 2 GG anwendbar ist (hier konkret: ehemaliger „deutscher Juden“ im engeren Wortsinn), nutzten im 21. Jahrhundert die Option, die deutsche Staatsbürgerschaft zu erhalten (und in Deutschland Wohnsitz zu nehmen). Juden wurden vom sogenannten „Generationenschnitt“ ausgenommen. Dieser sieht vor, dass ein deutscher Staatsangehöriger, der im Ausland geboren wurde, innerhalb eines Jahres nach der Geburt eines Kindes beim zuständigen Standesamt in Deutschland oder bei der zuständigen deutschen Auslandsvertretung eine Beurkundung der Geburt dieses Kindes im Geburtenregister veranlassen muss, damit das Kind aktuell als deutscher Staatsangehöriger anerkannt werden kann.

### Judenstatus nach der Halacha und jüdische Identität
Im Jahr 2021 brach ein offener Streit in der jüdischen Community Deutschlands darüber aus, wen man zur Menge der Juden zählen dürfe. Die Halacha definiert Menschen als Juden, die von einer jüdischen Mutter geboren wurden oder nach jüdischem Recht zum Judentum übergetreten sind. Menschen mit jüdischen Vätern und nichtjüdischen Müttern (sogenannte Vaterjuden) gelten daher für orthodoxe Rabbiner nicht als Juden.
Konkret warf Maxim Biller dem „Vaterjuden“ Max Czollek vor, nicht berechtigt zu sein, im Namen des Judentums zu sprechen. Das wiederum bewertete Czollek als „innerjüdische Diskriminierung“. Hanno Loewy nahm in dem Konflikt eine vermittelnde Position ein: „Es gibt viele Menschen, die nicht in einer klassischen, halachischen Familie aufgewachsen sind, für die aber jüdische Erfahrung zentral dafür geworden ist, welche Position in der Welt man selber sieht.“
In der Sowjetunion war die Praxis üblich, den Nationalitäteneintrag „Jude“ vorzunehmen, wenn der Vater der betreffenden Person ebenfalls auf diese Weise als Jude markiert worden war. Solche „Juden“ wurden gemäß der Halacha oftmals nicht als Juden anerkannt, weil allein aus dem Pass nicht hervorging, ob die Mutter den Status einer Jüdin im Sinne der Halacha besaß. Obwohl solche Menschen von jüdischen Gemeinden in Deutschland nicht anerkannt wurden, erlaubte ihnen Deutschland, als Kontingentflüchtlinge in Deutschland heimisch zu werden.
Bereits 2013 erwies es sich als schwierig, „objektiv“ anzugeben, was den „Wesenskern des Judentums“ ausmache, der es erlaube, einen bestimmten Menschen in die Menge der Juden einzubeziehen. In einer Befragung Ende 2013 bei über 300 Frauen und Männern jüdischer Herkunft zwischen 20 und 40 Jahren definierten 51 Prozent das Judentum über die ethnische Zugehörigkeit, 23,9 Prozent bezeichneten es als kulturelle Gemeinschaft und nur 13,1 Prozent als Religionsgemeinschaft. 40,8 Prozent gehören einer Einheitsgemeinde an, 20 Prozent sind Mitglieder anderer Gemeinden, 2,2 Prozent haben eine andere Religionsgemeinschaft gewählt und 37,1 Prozent sind keiner Gemeinde angeschlossen.
Durch die unterschiedlichen Definitionen der Kategorie „Jude-Sein“ ist es schwierig anzugeben, wie viele Juden es ab 1949 in der Bundesrepublik Deutschland gegeben hat. Nach der Halacha kann niemand, den diese als „Jude“ kategorisiert hat, aufhören, Jude zu sein, auch nicht Atheisten und die Konvertiten in eine andere Religion.

### Die jüdischen Gemeinden in Westdeutschland
Für die jüdischen Rückkehrer wurden in Westdeutschland nach dem Krieg zunächst soziale Einrichtungen errichtet: Krankenstationen, Pflegeheime, Altersheime, Küchen für die Versorgung Bedürftiger. Die jüdischen Nachkriegsgemeinden sahen sich als Provisorien auf Zeit und wollten bis zu ihrer Auflösung karitativ tätig sein. Sie verstanden sich nicht als Erben der früheren deutsch-jüdischen Gemeinden, die von 1933 bis 1941 vernichtet worden waren. Deren Mitglieder waren ausgewandert oder ermordet worden. In diesem Zusammenhang kursierte die Redewendung, Juden in Deutschland säßen „auf gepackten Koffern“.
Das erbenlose jüdische Privatvermögen sowie das Vermögen der aufgelösten jüdischen Organisationen und Institutionen wurde an neugegründete Treuhandorganisationen wie die JRSO restituiert, die sich in Konkurrenz zu den neugegründeten deutschen jüdischen Gemeinden befanden. Als 1949 die Bundesrepublik gegründet wurde, sahen die inzwischen schon konsolidierten jüdischen Gemeinden die Notwendigkeit, sich eine überregionale Organisation zu schaffen, um ihre Interessen selbst zu vertreten. Delegierte von Gemeinden und Landesverbänden gründeten 1950 den Zentralrat der Juden in Deutschland als Dachorganisation. Zu dieser Zeit hatten die jüdischen Gemeinden der Bundesrepublik eine Gesamtzahl von 15.000 Mitgliedern. Die jüdischen Gemeinden in Westdeutschland wurden erst seit dem Besuch Nahum Goldmanns vom Jüdischen Weltkongress (WJC) 1953 von jüdischen Weltorganisationen anerkannt. So durften sie ihre Synagogen und Gemeindehäuser nach dem Luxemburger Abkommen zur Wiedergutmachung behalten und mussten sie nicht zum Verkauf freigeben. Trotzdem wurden die in Deutschland lebenden Juden von jüdischen Institutionen und Gemeinschaften in Israel und Amerika als Juden zweiter Klasse behandelt. Man verstand nicht, warum sie in Deutschland blieben, und nahm sie nicht als Teil der jüdischen Diaspora wahr.

### Zwiespältige Situation in der DDR
Nach der Eroberung Berlins 1945 bewohnten nur noch wenige tausend Juden die Sowjetische Besatzungszone: Sie hatten sich versteckt, waren mit Nichtjuden verheiratet gewesen oder aus den Ostgebieten geflohen. Einige wanderten nun aus politischen Gründen ein, um an der Schaffung eines sozialistischen Deutschlands mitzuwirken. Ihre Situation verschlechterte sich jedoch ab 1948, als einige Juden als „Konterrevolutionäre“ und „zionistische Agenten“ bezichtigt und verfolgt wurden. In vielen Staaten des entstehenden Ostblocks wurde Juden eine Kooperation mit den Nationalsozialisten oder den Westalliierten vorgeworfen. In der DDR kam es in der Folge des stalinistischen Slánský-Prozesses in Prag 1952/53 zu einer Verfolgung von Juden, die als „Wurzellose Kosmopoliten“ der Spionage oder des Zionismus bezichtigt wurden. Betroffen waren vor allem diejenigen, die während der NS-Zeit in westlichen Ländern im Exil gelebt hatten. Sie wurden nun teilweise einer Zusammenarbeit mit dem Westen verdächtigt und als Werkzeuge des Imperialismus bezeichnet. Das ZK-Mitglied Paul Merker wurde als zionistischer Agent verhaftet, die Büros der jüdischen Gemeinden durchsucht. Im Januar 1953 flüchtete Julius Meyer, Mitglied der SED, Abgeordneter der Volkskammer und Präsident des Verbands der jüdischen Gemeinden in der DDR, zusammen mit fünf der acht Gemeindevorsitzenden nach Westdeutschland. Julius Meyer hatte die Lager Auschwitz und Ravensbrück überlebt und leitete seit 1949 gemeinsam mit Heinz Galinski die Jüdische Gemeinde Berlins. Daraufhin verließen viele Juden die DDR Richtung Westen.
Nach dem Tod Josef Stalins am 5. März 1953 endeten in der „Tauwetter-Periode“ auch in der DDR die Repressionen gegen die dort lebenden Juden. Polizeiaktionen und Verfolgungen wurden beendet, im Gefängnis sitzende Juden wurden entlassen und ehemalige jüdische SED-Parteimitglieder wurden dazu eingeladen, wieder der SED beizutreten. Der Staat investierte zudem etwas in die Renovierung von Synagogen, in ein jüdisches Altersheim, eine koschere Metzgerei sowie in die Instandhaltung des jüdischen Friedhofs von Berlin-Weißensee. Bis zum Mauerbau 1961 schrumpfte die Zahl der in den Gemeinden registrierten Juden auf etwa 1500. Ab 1961 erschien das Nachrichtenblatt als „Informationsorgan“ der jüdischen Gemeinde. Durch Sterbefälle schrumpfte die Zahl weiter, ein religiöses Leben war kaum noch möglich, weil es keine Rabbiner gab. Gegen Ende des Kalten Krieges lebten in der DDR etwa 400 Juden, mit 250 über die Hälfte davon in Ostberlin.
In der DDR wurden verfolgte Juden zwar als „Verfolgte des Naziregimes“ anerkannt und erhielten eine kleine Staatspension sowie andere Vergünstigungen, standen aber in der öffentlichen Wertschätzung hinter den meist aus der KPD stammenden Kämpfern gegen den Faschismus zurück. In der Bundesrepublik konnten sie wegen der Wiedergutmachung auf eine Entschädigung hoffen. Die DDR weigerte sich, diese zu leisten, weil sie eine Mitverantwortung der DDR an den Verbrechen des NS-Staates ablehnte. Erst nach dem Mauerfall wurde im April 1990 von der demokratisch gewählten Volkskammer ein offenes Bekenntnis „zur Mitverantwortung für Demütigung, Vertreibung und Ermordung jüdischer Frauen, Männer und Kinder“ abgelegt. Als Zeichen der Wiedergutmachung gewährte die Regierung noch im Frühling 1990 auf Initiative des Zentralen Runden Tisches der DDR jüdischen Auswanderern aus der Sowjetunion humanitäres Asyl in der DDR. Zu den Ersten, die diese Regelung nutzten, gehörte der Schriftsteller Wladimir Kaminer.

## Deutschland 1990 bis 2023

### Organisation und Selbstverständnis
| Jahr | Mitglieder zum 31.12. | Zugänge aus ehem. SU-Staaten |
| ---- | --------------------- | ---------------------------- |
| 1990 | 29.089                | 1.008                        |
| 1991 | 33.692                | 12.583                       |
| 1992 | 36.804                | 15.879                       |
| 1993 | 40.917                | 16.597                       |
| 1994 | 45.559                | 8.811                        |
| 1995 | 53.797                | 15.184                       |
| 1996 | 61.203                | 15.959                       |
| 1997 | 67.471                | 19.437                       |
| 1998 | 74.289                | 17.788                       |
| 1999 | 81.739                | 18.205                       |
| 2000 | 87.756                | 16.538                       |
| 2001 | 93.326                | 16.711                       |
| 2002 | 98.335                | 19.262                       |
| 2003 | 102.472               | 15.442                       |
| 2004 | 105.733               | 11.208                       |
| 2005 | 107.677               | 3.124                        |
| 2006 | 107.794               | 1.971                        |
| 2007 | 107.330               | 1.296                        |
| 2008 | 106.435               | 862                          |
| 2009 | 104.241               | 704                          |
| 2010 | 104.024               | 667                          |
| 2011 | 102.797               | 636                          |
| 2012 | 102.135               | 481                          |
| 2013 | 101.338               | 467                          |
| 2014 | 100.437               | 365                          |
| 2015 | 99.695                | 473                          |
| 2016 | 98.594                | 359                          |
| 2017 | 97.791                | 760                          |
| 2018 | 96.325                | 343                          |
| 2019 | 94.771                | 272                          |
| 2020 | 93.695                | 180                          |

Im Zentralrat der Juden in Deutschland sind 104 jüdische Gemeinden in 23 Landesverbänden zusammengeschlossen, denen etwa 95.000 Juden angehören (Stand: 2020). Sie stellen 95 Prozent aller organisierten deutschen Juden. Die übrigen fünf Prozent verteilen sich auf etwa 40 jüdische Kulturvereine (zum Beispiel bis 2009 Jüdischer Kulturverein Berlin) und liberale Gemeinden, von denen etwa 20 in der Union progressiver Juden in Deutschland organisiert sind. Den Zentralrat lehnen sie entgegen dessen Selbstverständnis als orthodox gelenkt ab. Die gesamte Anzahl der Juden im weiteren Sinne nach Familienherkunft in Deutschland wurde 2019 auf etwa 225.000 geschätzt. 2020 waren 93.695 Mitglieder in der Zentralwohlfahrtsstelle der Juden in Deutschland organisiert. Der Zentralrat mischt sich nicht in das Eigenleben der Gemeinden ein. Die größten Stadtgemeinden – Berlin mit etwa 11.000, München mit 8.600 und Düsseldorf mit 7.100 Mitgliedern – sind Einheitsgemeinden, unter deren Dach unterschiedliche religiöse Ausrichtungen existieren. Die Gemeinden errichten neue Zentren, bilden Jugendgruppen und Kulturorganisationen; es gibt (oft scharfe) Konflikte zwischen den Zuwanderern und den „alteingesessenen“ Gemeindemitgliedern. Im Trend entwickelt sich ein religiöser Pluralismus (liberale Gemeinden, weibliche Rabbiner).

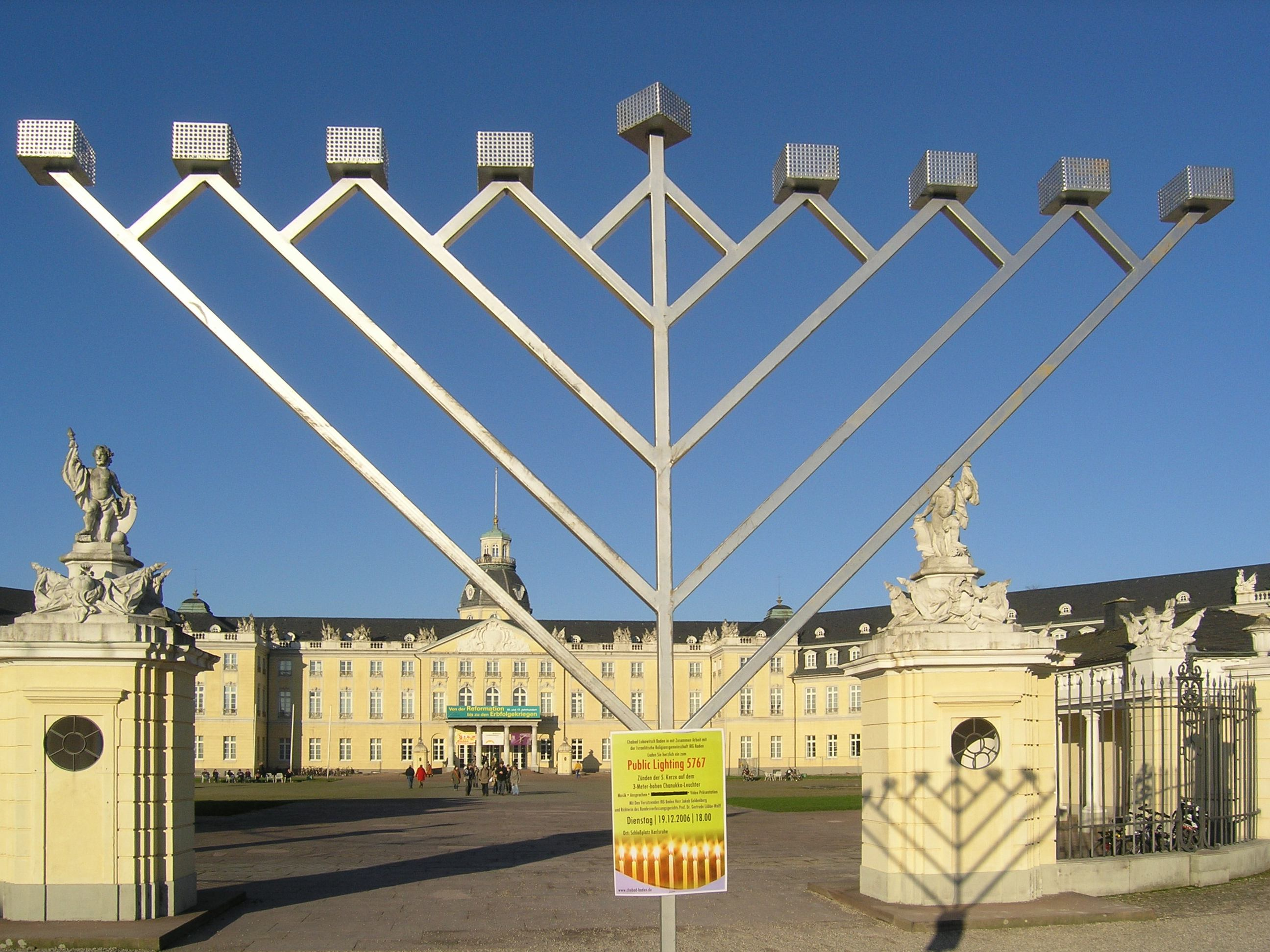
Chanukkia vor dem Karlsruher Schloss, 2006

2006 wurden drei Absolventen des Abraham-Geiger-Kollegs Potsdam in Dresden zu Rabbinern ordiniert. Sie sind die ersten Rabbiner, die nach 1945 in der Bundesrepublik Deutschland ausgebildet wurden. 2010 folgte die erste Rabbinerin.
Anlässlich des 1700-jährigen Jubiläums des Dekrets des römische Kaisers Konstantin im Jahr 321, welches erstmals Juden in Deutschland erwähnte, hatte der Verein „1700 Jahre Jüdisches Leben in Deutschland“ gemeinsam mit der Bundesregierung beschlossen, dieses Ereignis mit Projekten und Festlichkeiten zu würdigen. Insgesamt gab es über 2400 Veranstaltungen in ganz Deutschland.

### Zuwanderung aus der ehemaligen Sowjetunion
Bis zur Perestroika (sie begann 1985 nach Gorbatschows Amtsantritt) wurde nur einigen wenigen Juden die Ausreise aus der Sowjetunion gestattet. Um eine Genehmigung zur Ausreise als Spätaussiedler in die Bundesrepublik Deutschland zu erhalten, mussten die Antragsteller einen Bezug zur deutschen Kultur nachweisen. Sie erreichten Deutschland meist über das Durchgangslager Friedland.
Unter der letzten Volkskammer der DDR wurde ab April 1990 ein vereinfachtes Verfahren zur Einreise jüdischer Bürger der Sowjetunion angewandt. Damit wollte die Nachwende-Regierung der DDR dem Unrecht Rechnung tragen, dass sich das SED-Regime gegenüber dem Judentum jeglicher Verantwortung zur Wiedergutmachung entzogen hatte. Die im Frühjahr 1990 in der DDR für sowjetische Juden geschaffene Möglichkeit, humanitäres Asyl zu erhalten, sollte nach Plänen der Bundesregierung mit der Wiedervereinigung wieder abgeschafft werden. Schon 1988 hatte der damalige KPdSU-Generalsekretär Michail Gorbatschow in einer Vereinbarung mit Bundeskanzler Helmut Kohl seine Bereitschaft erklärt, jüdische Sowjetbürger nach Deutschland ausreisen zu lassen. Nach deutlichen Protesten sowohl in Ost- als auch in Westdeutschland seitens jüdischer Gemeinden, Oppositionspolitiker, aber auch Kirchen und Gewerkschaften einigten sich die Innenminister von Bund und Ländern am 9. Januar 1991 darauf, im vereinigten Deutschland Juden aus der Sowjetunion einreisen zu lassen. Das Gesetz über Maßnahmen für im Rahmen humanitärer Hilfsaktionen aufgenommene Flüchtlinge (HumHAG) wird seither auch auf jüdische Emigranten aus den ehemaligen GUS-Staaten angewandt.
In den folgenden Jahren wurden diese jüdischen Kontingentflüchtlinge auf Bundesländer und Landkreise in Deutschland verteilt. Die Zuwanderung jüdischer Emigranten stieg nach dem Zerfall der Sowjetunion stark an, ist jedoch seit dem Jahr 2000 wieder rückläufig. Von 1991 bis zur Verschärfung der Bedingungen 2004 wanderten rund 220.000 Juden aus der GUS ein und mit ihnen Familienmitglieder aus interkonfessionellen Ehen. Im Jahr 2004 waren 85 % aller Zuwanderer aufgrund ihres fortgeschrittenen Alters und geringer deutscher Sprachkenntnisse dauerhafte Bezieher von Sozialhilfe.
Von den 190.000 Juden, die in den 1990er Jahren aus der GUS eingewandert sind, schlossen sich etwa 83.000 einer jüdischen Gemeinde in Deutschland an. In dieser Zeit wuchs die Zahl der Mitglieder jüdischer Gemeinden in Deutschland von 1990 bis zum Höchststand 2006 von 29.089 auf 107.794. Ohne die Zuwanderer aus der GUS wäre die Mitgliederzahl bereits bis zum Jahr 2000 auf 17.902 gesunken. Somit erhöhte sich vielerorts der Bedarf an jüdischer Infrastruktur (Synagogen, Freizeiteinrichtungen usw.).
Die Zahl der Mitglieder jüdischer Gemeinden schwankt jedoch oft durch den Wegzug von Familien, die dies den jüdischen Gemeinden nicht bekannt geben (wollen). Ebenso gibt es Fälle, dass Juden, sobald sie die deutsche Staatsangehörigkeit erhalten haben, aus der jüdischen Gemeinschaft austreten. Viele haben auch zur jüdischen Religion keine Beziehung. Auch wenn sie durch die matriarchale Linie als Juden anerkannt sind, lernten sie in der Sowjetunion wegen des staatlich verordneten Atheismus kein öffentlich praktiziertes religiöses Leben kennen.

### Zuwanderung aus Israel

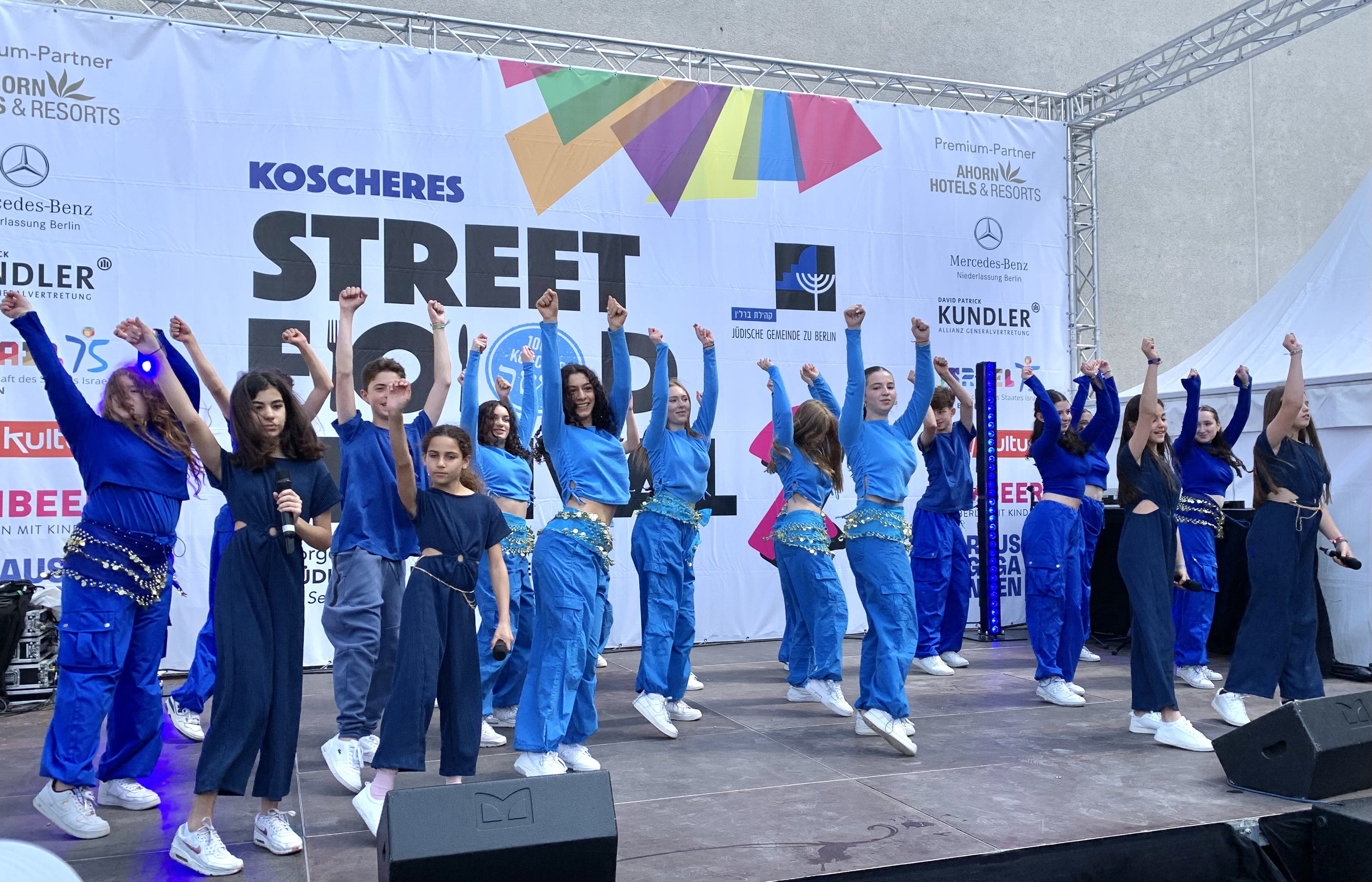
Gewinner der Jewrovision in Berlin, 2023

In den 2010er Jahren war eine deutliche Zuwanderung von israelischen Juden nach Deutschland festzustellen. Als Hintergründe wurden die politische und wirtschaftliche Situation in Israel und die in Deutschland niedrigeren Lebenshaltungskosten angegeben. Die vor allem jüngeren Leute zieht es  in erster Linie in die Metropolen. Einen besonderen Anziehungspunkt bildet aufgrund seiner empfundenen Weltoffenheit dabei Berlin. Im Jahr 2013 zogen nach Angaben des Statistischen Bundesamtes 2762 Menschen aus Israel nach Deutschland, was einen Höchstwert darstellte. 2012 waren es 2579 Israelis gewesen, die in die Bundesrepublik übersiedelten. Einen ähnlich hohen Wert gab es lediglich im Jahr 1991 während des Zweiten Golfkriegs. Dem gegenüber stand eine Zahl von 1931 im Jahr 2013 und 1746 im Jahr 2012, die den umgekehrten Weg von Deutschland nach Israel gingen, so dass die Zuwanderung deutlich überwog.
Im Jahr 2005 lebten in Israel 60.000 Juden mit deutscher Staatsangehörigkeit. Anfang des Jahres 2002 verzeichneten die deutschen Behörden einen enormen Anstieg der Anträge auf Staatsbürgerschaft von deutschstämmigen Juden.

### Konvertiten
Im Jahr 2022 konvertierten 66 Personen in Deutschland zum Judentum. Durch den Staat Israel werden Konvertiten aller jüdischen Strömungen als Juden anerkannt, das israelische Oberrabbinat erkennt jedoch nur Übertritte zertifizierter rabbinischer Gerichtshöfe an. Die Übertritte durch das rabbinische Gericht der Orthodoxen Rabbinerkonferenz Deutschland werden durch das Oberrabbinat des Staates Israel anerkannt.

## Deutschland ab dem 7. Oktober 2023
Im April 2024 fassten Moritz Gerlach und Hauke Friederichs die Lage von Juden in Deutschland zusammen: „Seit sechs Monaten ist die Sicherheitslage für Jüdinnen und Juden in Deutschland angespannt. Sie werden von Anhängern der Hamas, von radikalen Islamisten, von israelfeindlichen Linksextremisten und ohnehin von Rechtsradikalen bedroht. Nun verschärft sich auch noch die Gefahr, die von iranischen Geheimdiensten für israelische und jüdische Einrichtungen in der Bundesrepublik ausgeht.“

### Registrierte antisemitische Handlungen in Deutschland
Zwischen Januar und Juni 2023 befragte ein Team der Agentur der Europäischen Union für Grundrechte insgesamt 8000 Juden aus 13 EU-Staaten, in denen der Großteil der jüdischen Bevölkerung Europas lebt. Abgesehen vom Anteil derjenigen, die antisemitische Belästigung und Angriffe erlebt haben, entsprachen damals die Zahlen aus Deutschland etwa dem EU-Durchschnitt. Bereits vor dem Oktober 2023 jedoch erlebte binnen einen Jahres fast jeder zehnte Jude in Deutschland persönliche Angriffe – im EU-Schnitt waren es nur halb so viele.
Seit dem 7. Oktober, dem Tag des Terrorangriffs der Hamas auf israelisches Staatsgebiet hat sich die Lage weiter zugespitzt: Der Bundesverband der Recherche- und Informationsstelle Antisemitismus (RIAS) registrierte 2023 doppelt so viele Vorfälle in Deutschland wie 2022. Der Großteil entfiel dabei auf die Zeit ab dem 7. Oktober. Das Statistische Bundesamt übernahm eine Statistik der RIAS, der zufolge es vom 7. Oktober bis zum 9. November 2023 944 „gemeldete antisemitische Vorfälle in Deutschland mit Bezug zum Terrorangriff der Hamas auf Israel“ gegeben habe, darunter 854 Fälle von Menschen verletzendem Verhalten.
Die genannten Quellen gehen nicht auf die Bedeutung der Kampfhandlungen im Gazastreifen seit Oktober 2023 für die Zunahme antisemitischer Taten in Deutschland ein.

### Der 7. Oktober 2023 als „Zäsur“
Marina Chernivski und Friederike Lorenz-Sinai zufolge wird der Terrorangriff am 7. Oktober 2023 von den meisten Juden in Deutschland als historische Zäsur bewertet. Dieses von der Bundeszentrale für politische Bildung im Juni 2024 veröffentlichte Urteil hatten die Autorinnen bereits im Januar 2024 in einem Interview mit Amnesty International zur Lage der jüdischen Gemeinschaft in Deutschland seit dem 7. Oktober 2023 erläutert. „Die Qualität der Gewalt“ übersteige demnach „alle bisherigen Erfahrungen mit terroristischen Aktivitäten: Es geht um die Absicht der Auslöschung Israels, um Mordlust, die von einer Verachtung jüdischen Lebens zeugt und nicht als Folge des Nahostkonflikts zu betrachten ist. […] Das Vertrauen, Sicherheitsempfinden und die Zukunftsperspektiven schwinden auf lange Zeit.“ Der deutsche Staat müsse eigentlich „dort eingreifen, wo die Gesellschaft versagt. Das Sprechen über die Betroffenen ist wichtig, aber nicht ausreichend.“ Jüdische Menschen würden in Deutschland viel zu oft als Erinnerungsobjekte, als historische Andere gesehen. Auch wenn in den letzten Jahren viele Schritte erfolgt seien, bleibe das Wissen brüchig, die Anerkennung unzureichend. Historische Komplexität, geopolitische Interessen würden komplett ausgelassen (was allerdings auch bei Amnesty International teilweise vorkomme). Menschen gerieten in Erklärungszwang. Solidarität werde an Bedingungen geknüpft. Juden in Deutschland benötigten „einen Schutz, der nicht von der Polizei, sondern von der Gesellschaft ausgeht.“ Die vorangegangenen Ausführungen bildeten den Autorinnen zufolge keinen Widerspruch zu „einer Anerkennung des tiefen Schmerzes und der Überwältigung vieler Palästinenser*innen angesichts der furchtbaren Situation der Zivilbevölkerung in Gaza.“
Es gibt auch Kritiker, die bezweifeln, dass die Lage von Juden in Deutschland nach dem 7. Oktober 2023 eine völlig andere sei als davor. Diese berufen sich u. a. auf Michael Wolffsohn, der darlegt, dass der rassistische Antisemitismus und auf diesem basierende Gewalttaten gegen Juden seit dem 19. Jahrhundert in Deutschland immer Anhänger gehabt hätten (s. u.), sowie auf das Verhalten von Bundeskanzler Olaf Scholz am 17. August 2022. Bei einem Besuch von Mahmud Abbas im Bundeskanzleramt in Berlin habe Scholz es vermieden, den Palästinenserführer zurechtzuweisen, als dieser von einem „Fünfzigfachen Holocaust“ in Israel gesprochen habe. Angesichts des Schweigens des Bundeskanzlers in dieser Situation sei laut Michel Friedman zu bezweifeln, dass Scholz’ Auftritte „jahrein, jahraus auf Gedenkveranstaltungen“ und seine Warnungen vor einer Relativierung des Holocaust einen echten Schutz für Juden böten. Friedman hätte erwartet, dass im August 2022 bei Scholz ein „historische[r] und politische[r] Reflex“ wirksam geworden wäre, „zu sagen: Stopp! Stattdessen sagt Scholz – nichts.“

### Redebeiträge auf dem Jüdischen Gemeindetag (14. bis 17. Dezember 2023)
Ein Gesamtbild der Haltung von Juden in Deutschland zum Terrorangriff der Hamas auf Israel sowie den Folgen dieses Angriffs (und des Kriegs in Gaza) sowie zu den empfehlenswerten Reaktionen von Juden in westlichen Ländern bot der Jüdische Gemeindetag, der vom 14. bis zum 17. Dezember 2023 in Berlin stattfand und an dem Juden aus ganz Deutschland teilnahmen. Auch deutsche Spitzenpolitiker hielten auf dem Gemeindetag Reden. Bundespräsident Frank-Walter Steinmeier beteuerte: „Wir alle sind im Innersten getroffen von den grausamen Ereignissen in Israel“ und bezeichnete in seiner Rede Israel als „Staat, der sich wehrt und wehren muss“. Wegen seines Hinweises auf die „schrecklichen Zerstörungen in Gaza“ und die „vielen tausend Todesopfer[…]“ reagierte das Publikum auf Steinmeiers Rede „mit gerade ausreichend höflichem Beifall“.
Die Beteuerung von Außenministerin Annalena Baerbock, Israels Sicherheit bleibe deutsche Staatsräson, bewerteten Zuhörer als unglaubwürdig, da Deutschland sich auf Sitzungen der Vereinten Nationen bei Anträgen zu „Israels Krieg gegen die Hamas“ enthalten habe. Die Außenministerin stellte klar: „Israel wird nur in Sicherheit leben können, wenn Palästinenser irgendwann frei von Terrorismus leben können. Und genauso gilt: Palästinenser werden nur in Sicherheit leben können, wenn Israel in Sicherheit lebt.“
Josef Schuster, Präsident des Zentralrats der Juden in Deutschland, kommentierte die Rede mit den Worten, dass Nicht-Juden „[n]atürlich […] Israels Regierung und das Auftreten militanter Siedler deutlich kritisieren“ dürften (auch Schuster und andere Repräsentanten der Juden in Deutschland kritisierten dem Artikelautor zufolge während des Gemeindetages das Handeln von israelischer Regierungspolitikern und Siedlern in Gebieten, die von Israel annektiert und besetzt wurden). Aber Schuster fehle eine eindeutige Solidarität mit den Israelis im Krieg.
Bundeskanzler Olaf Scholz beendete seine anschließende Rede mit der Erklärung, Deutschland stehe „selbstverständlich“ immer wieder an der Seite Israels, „wenn in der öffentlichen Debatte das Recht Israels, sich selbst zu verteidigen, infrage gestellt wird. Das werden wir nicht zulassen. Alle können sich auf Deutschland verlassen.“
Bereits am 14. November 2023 hatte die Bundesregierung eine Veröffentlichung in Leichter Sprache mit dem Titel: „Juden und Jüdinnen sollen sicher sein: Das tut die Bundes-Regierung gegen Anti-Semitismus“ herausgegeben.

### Zukunftsperspektiven von Juden in Deutschland
Der Historiker Michael Wolffsohn sagte am 30. Januar 2024 einen Exodus von Juden aus Deutschland voraus. Die Bekundungen „Nie wieder!“ aus den Reihen von Politik und Gesellschaft in Deutschland bewertete er als „sehr sympathisch, aber wenig wirksam.“ Nicht-religiös begründeten Antisemitismus habe es in Deutschland seit dem 19. Jahrhundert immer gegeben – zunächst unter Rechtsextremisten, dann, seit dem Ende des 19. Jahrhunderts, auch unter Linksextremisten. Erst seit relativ kurzer Zeit geselle sich zu diesen „alten“ Formen des Antisemitismus in Deutschland der islamische Antisemitismus als relevante Variante hinzu. Als bedrohlich erscheint Wolfssohn der aktuelle Antisemitismus „aufgrund einer scheinkulturellen Vorherrschaft der antisemitischen, antijüdischen, antizionistischen und antiisraelischen Kräfte in der akademischen und kulturevent-bezogenen Gesellschaft“. Da es solche Tendenzen nicht nur in Deutschland gebe, empfehle sich Israel als „der innenpolitische Schutzhafen, den Juden weltweit haben.“
Daniel Eliasson, in Berlin 1997 als Sohn jüdischer Kontingentflüchtlinge aus Russland geboren und aktuell (Juli 2024) stellvertretender Fraktionsvorsitzender der Grünen im Bezirksparlament von Berlin-Steglitz/Zehlendorf, bezweifelt die Annahme, in Israel würde alle Juden auf Dauer ein besseres Leben erwarten als in der Diaspora. Der für demokratische Rechtsstaaten gültige Grundsatz, dass von Diskriminierung bedrohte Minderheiten vom Staat Schutz erhalten müssten, werde in Israel nur mangelhaft in die Praxis umgesetzt. Das gelte vor allem für jüdische Mitglieder der LGBTQ-Community.
Güner Balci, eine Tochter von Einwanderern aus der Türkei, die zurzeit das Amt der Integrationsbeauftragten des Berliner Bezirks Neukölln ausübt, weist darauf hin, dass es selbst in der „No-Go-Area Neukölln“ Grund zur Hoffnung für Juden und gemäßigte Muslime gebe: Balci habe dort nach dem 7. Oktober 2023 „die tollsten und mutigsten Menschen getroffen. Einfache Leute, die einen sehr guten moralischen Kompass haben und trotz ihrer muslimischen Betroffenheit Gewalt, Hass und Hetze gegen Juden klar ablehnen.“ In der deutsch-arabischen Schule „Ibn Khaldoun“ werde auch nach dem 7. Oktober 2023 Hebräischunterricht erteilt. Eliasson ergänzte in dem gemeinsam mit Güner Balci geführten Streitgespräch, dass es auch in Berlin-Kreuzberg noch Orte gebe, an denen Kontroversen friedlich ausgetragen würden. „Dort findet Dialog statt, man redet und streitet miteinander. Dort findet man immer Gehör und Trost“.
In Deutschland fühlen sich laut dem „Gemeindebarometer“ des Zentralrats der Juden vom November 2024 laut Befragung 52 Prozent der Jüdinnen und Juden „eher unsicher“ oder „überhaupt nicht sicher“ in ihrer Stadt sichtbar zu sein. Der Terrorangriff der Hamas auf Israel vom 7. Oktober 2023 habe zu Veränderungen geführt und die Angst vor Anfeindungen, Übergriffen und Anschlägen erhöht. Von den Befragten stimmten der Aussage „Unabhängig vom Verhalten der israelischen Regierung unterstütze ich Israel“ in Summe 87 Prozent „voll und ganz“ oder „eher“ zu. Der Aussage „Alle Jüdinnen und Juden haben die Verpflichtung, Israel zu unterstützen“ stimmten 78 Prozent zu. Der Vorsitzende des Zentralrats, Josef Schuster, beklagte im selben Monat eine „Explosion des Antisemitismus“ seit dem Hamas-Terrorangriff vom 7. Oktober 2023 in Deutschland anlässlich seines zehnjährigen Amtsjubiläums. Bedrohungen von rechts außen und links außen beklagte er ebenso, wobei er sich vor allem auf die AfD und BSW bezog.

## Film
- Prost und L'Chaim. ARD, 7. November 2016, ehemals im Original (nicht mehr online verfügbar); abgerufen am 12. November 2016 (Beginn 20:15 Uhr, Dauer 44 min.). (Seite nicht mehr abrufbar. Suche in Webarchiven)
- Schalom und Hallo - 1700 Jahre jüdisches Leben in Deutschland, WDR, 3. November 2021[107]